# 土星の衛星

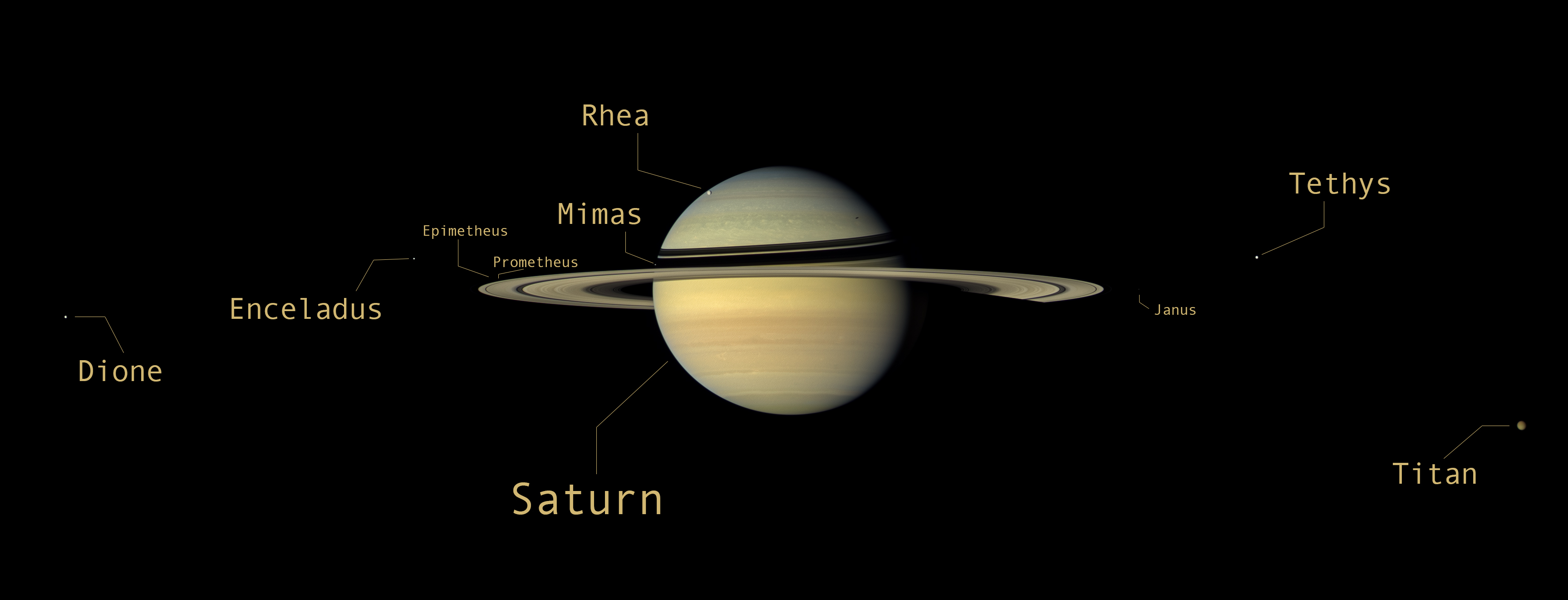
土星探査機カッシーニが撮影した、多くの衛星と共に写った土星の画像。画像内には左からディオネ、エンケラドゥス、エピメテウス、プロメテウス、ミマス、レア、ヤヌス、テティス、そしてタイタンが写っている。

本項では、土星の衛星（どせいのえいせい）について述べる。土星の周囲を公転している衛星は、大きさが数十mしかない非常に小さなものから、太陽系の惑星で最も小さい水星よりも大きなタイタンまで非常に多種多様であり、2025年3月12日時点で土星の周囲には軌道が確定している衛星が274個（存在が不確実な3個を含めると277個）知られており、これからの観測でさらにその数は増加していくと考えられる。2019年10月に新たに20個の衛星が発見されたことにより、それから3年間以上は木星の衛星の数を上回り土星が太陽系内で最も多くの衛星を持つ惑星であった。その後の新たな木星の衛星の発見により、一時的に太陽系の惑星の中では木星に次いで再び2番目に総数が多い状態になっていたが、2023年5月初旬からの一連の発見報告で新たに63個の衛星が確認されたことで、再び太陽系で最も衛星が多い惑星かつ既知の衛星の総数が3桁となっている唯一の惑星となった。
この数には、小さな天体が密集した土星の環の中に存在する何千個ものムーンレット（小衛星）や、望遠鏡による観測で短期間だけ観測された、数百個もの数 kmサイズの衛星である可能性のある天体は含まれていない。土星の衛星のうち7個は、回転楕円体に形状が落ち着くのに十分な大きさを有しているが、静水圧平衡の状態にあると考えられているのは1個または2個のみである（確実とみられるのがタイタンで、レアも可能性がある）。土星の衛星の中でも特に注目に値するのは、太陽系の衛星の中で木星のガニメデに次いで2番目に大きく、窒素が豊富に含まれた地球のような大気や網状に広がる乾いた川、および液体の炭化水素で構成された湖が表面に存在しているタイタンや、厚い氷で覆われながら南極地域から間欠泉が噴出しているエンケラドゥス、表面が全体的に黒色と白色になっている対照的な半球を持つイアペトゥスが挙げられる。
土星の衛星のうち24個は、土星の赤道面に対してそれほど傾いておらず、土星の自転方向に対して順行する軌道を公転している規則衛星である。これらには、先述の7個の主要な衛星に加えて、大きな衛星と軌道を共有しているトロヤ衛星が4個、互いに軌道を共有している衛星が2個、および土星の環のF環の羊飼い衛星として機能している衛星が2個含まれている。また、規則衛星のうち2個は土星の環の間隙内を公転している。比較的大きいハイペリオンはタイタンとの軌道共鳴の状態にある。その他の規則衛星は、A環の外縁近くやG環の内部、および主要な衛星であるミマスとエンケラドゥスの間を公転している。規則衛星には伝統的に、ティーターン（巨神族）またはローマ神話のサートゥルヌスに関連するその他の人物に因んで命名されている。
残る250個は、平均直径が 2 – 213 km の範囲にある不規則衛星である。その軌道は規則衛星と比べて土星から遥かに遠く、かつ土星の赤道面からの軌道傾斜角が大きくなっており、土星の自転方向に対して順行するものと逆行するものが混在している。これらの不規則衛星はおそらく、土星の重力により外部から捕らえられた小惑星、または捕らえられた後に他の天体との天体衝突によって分裂し、一連の衝突族を形成した破片であると考えられている。土星には、直径が 2.8 km を超える不規則衛星は約150個存在していると予想されており、さらにそれより小さい衛星は数百個存在するとみられている。不規則衛星はその軌道の特徴によってイヌイット群、北欧群、ガリア群の3つのグループに分類され、その名称はそれぞれに対応する神話に登場する人物から命名される（ガリア群はケルト神話から命名される）。唯一の例外は19世紀末に発見された土星の第9衛星で、土星を公転する最大の不規則衛星として知られるフェーベであり、フェーベは北欧群に属するが、ギリシャ神話に登場する女巨人の名前に因んで名付けられた。
土星の環は、極めて微小なものから直径数百mの衛星クラスに至るまでのさまざまな大きさの天体で構成されており、それぞれが土星の周りを独自の軌道を描いて公転している。したがって、土星の環の構造を形成する無数の小天体と衛星と認識されている大きな天体との間には客観的な境界が存在しないため、土星の衛星の数を厳格に把握することが出来ない。環の内部に存在する150個を超えるムーンレットが、周囲の小天体に対して引き起こす撹乱効果によって検出されているが、これはそのような天体の総数のほんの一部にすぎないと考えられている。
現時点で211個の衛星が命名されておらず、B環内を公転しているムーンレットである S/2009 S 1 を除いてその全てが不規則衛星となっている。今後命名される際には、衛星が属しているグループに基づいてケルト神話、北欧神話、イヌイット神話に登場する人物から命名されるであろう。

## 発見

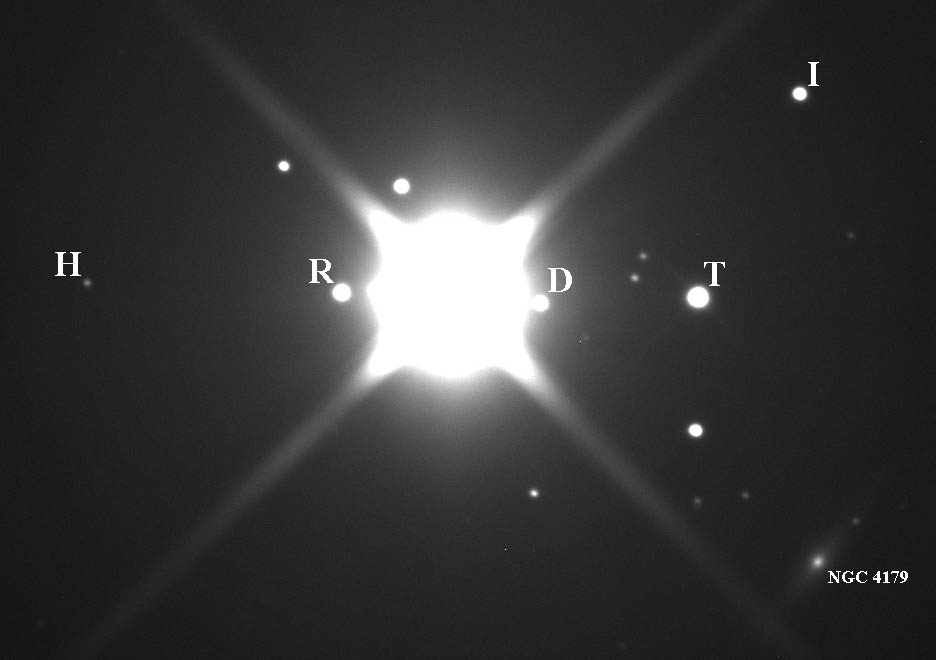
口径 12.5 in (31.75 cm) の望遠鏡を使って露出オーバーで撮影した土星。周囲にイアペトゥス (I)、タイタン (T)、ディオネ (D)、ハイペリオン (H)、レア (R) が写っている。

### 初期の発見
望遠鏡による天体写真撮影が登場する前は、8個の衛星が光学望遠鏡を使った直接観測で発見されていた。土星最大の衛星タイタンは1655年にクリスティアン・ホイヘンスによって、彼自身が設計した、口径 57 mm の対物レンズを用いた屈折望遠鏡を使って発見された。テティス、ディオネ、レア、イアペトゥスは、1671年から1684年にかけてジョヴァンニ・カッシーニによって発見された。カッシーニは自身が発見したこの4個の衛星をまとめて「ルイの星」を意味する Sidera Lodoicea と呼称した。ミマスとエンケラドゥスは1789年にウィリアム・ハーシェルによって発見された。ヒペリオンは、1848年にウィリアム・クランチ・ボンドとその息子であるジョージ・フィリップス・ボンド、およびこの2人とは独立して観測を行っていたウィリアム・ラッセルによってほぼ同時に発見された。
長時間露光による写真乾板の登場により、さらなる衛星の発見ができるようになった。この方法によって最初に発見されたフェーベは、1899年にウィリアム・ヘンリー・ピッカリングによって発見された。1966年に土星の環の近くを公転している第10衛星がオドゥワン・ドルフュスによって発見され、このとき土星は春分点付近に位置し、環は地球に対してほとんど見えなくなる真横になった状態で観測されていた。この衛星は後にヤヌスと命名された。数年後、1966年に行われたこの「第10衛星」の全ての観測結果は、ヤヌスの軌道と同様の軌道を持つ別の衛星が存在していた場合にのみ説明できるということが判明した。この別の衛星は現在、第11衛星のエピメテウスとして知られている。この2個の衛星は太陽系内の既知の衛星としては唯一、互いに軌道を共有しあっている軌道共有衛星 (Co-orbital moons) として知られている。1980年、さらに3個の衛星が地上からの観測で発見され、後にボイジャーによる観測で確認された。これらの衛星は後にヘレネ、テレスト、カリプソと命名され、ヘレネはディオネ、テレストとカリプソはテティスのトロヤ衛星であることが知られている。

### 探査機による観測

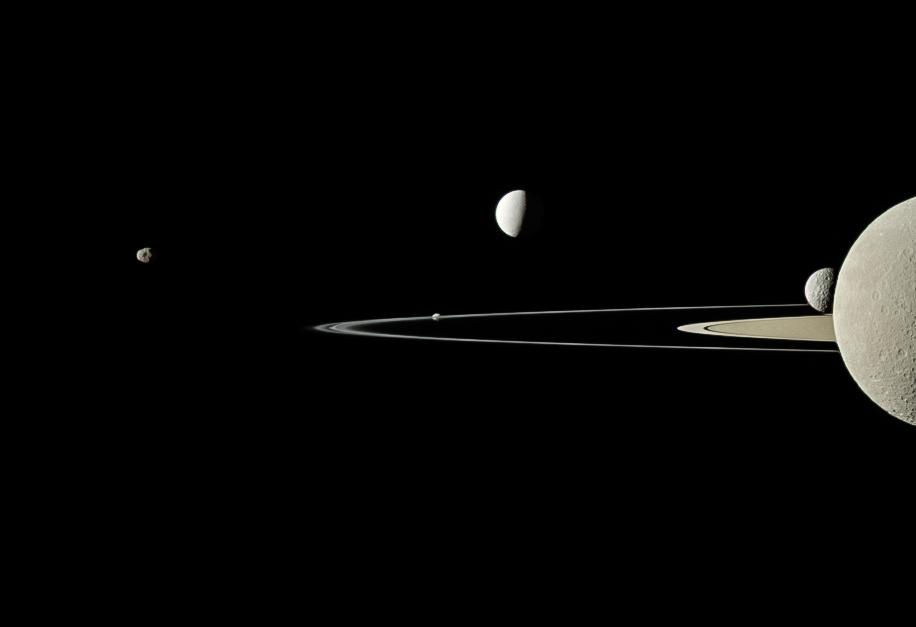
カッシーニによって撮影された土星の5つの衛星。画像右端で左半分のみが写っているのがレアで、その背後にあるのがミマス、土星の環の上に大きく見えているのがエンケラドゥス、薄いF環の中に見えるのがパンドラ、そして左側に離れて見えているのがヤヌス。

その後、太陽系の外惑星の研究は無人宇宙探査機による探査によって大きな飛躍を遂げた。1980年から1981年にかけて土星を探査したボイジャー計画では、アトラス、プロメテウス、そしてパンドラの3個の衛星が新たに発見され、土星の衛星の総数は17個に増えた。また、ボイジャーによる探査でエピメテウスがヤヌスとは同じ軌道を共有する異なる衛星であることが明確に確認された。1990年には、ボイジャーが撮影したアーカイブ画像から新たにパンが発見された。
2004年の夏に土星に到着した宇宙探査機カッシーニは、最初にミマスとエンケラドゥスの間を公転しているメトネとパレネ、そしてディオネの2番目のトロヤ衛星であるポリデウケスの3つの小さな内衛星を発見した。また、F環内を公転している未確認の疑わしい3つの衛星も観測された。2004年11月、カッシーニの観測結果を調査した科学者らは、土星の環の構造はその内部を公転しているさらにいくつかの衛星の存在を示していると発表したが、その際に目視で新たに確認された衛星はダフニスだけだった。2007年には、カッシーニが撮影した画像から新たにアンテが発見された。2008年、カッシーニによる観測でレアの近くにおける土星の磁気圏の高エネルギー電子の流れに変動があることが判明し、レアの周りに希薄な環が存在している兆候である可能性があると報告された。2009年には、G環の中を公転しているムーンレットであるアイガイオンの発見が発表された。同年7月には、B環内を公転する初めてのムーンレットである S/2009 S 1 が発見された。2014年には、A環内で新たな衛星が形成されつつある可能性があると報告された（関連画像）。

### 外側を公転する不規則衛星の発見

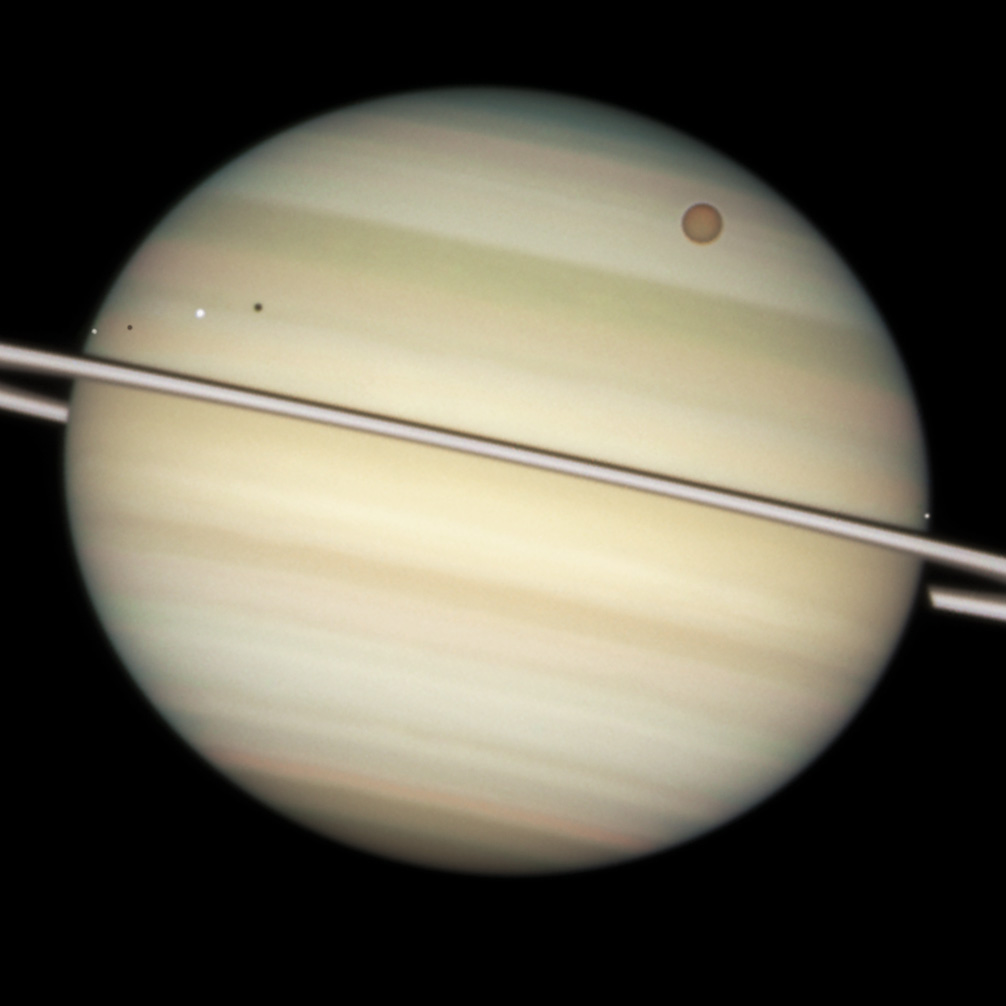
ハッブル宇宙望遠鏡が撮影した、土星の手前を通過する4個の衛星の画像

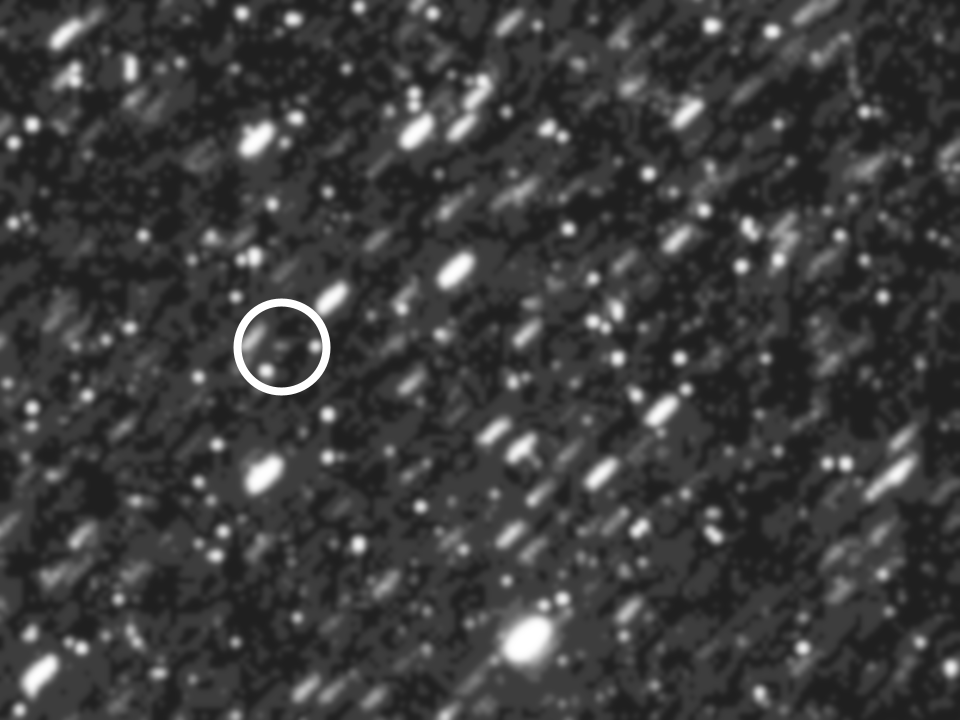
カッシーニが撮影したフォルニョート（白丸内）の画像。フォルニョートは、最も土星から離れた軌道を公転する既知の衛星の一つである。

土星の衛星の研究は観測機器の精度の向上や、主に写真乾板に代わるデジタル電荷結合素子 (CCD) カメラの導入も大きな手助けとなった。20世紀においては、フェーベはそれまで知られていた土星の衛星の中では、他の衛星とは大きく異なった非常に不規則な軌道を描く孤立した衛星であった。2000年に入ると、地上の望遠鏡からの観測で多数の不規則衛星が発見されるようになった。2000年末から始まった3台の中型望遠鏡を使ったサーベイ観測では、土星の赤道面と黄道面から共に大きく傾いており、土星から遠く離れた離心率の大きい軌道を公転している新たな衛星が13個発見された。これらはおそらく、土星の重力によって捕らえられたより大きな天体の破片であると考えられている。2005年、マウナケア天文台で観測を行ったデビッド・C・ジューイットらの研究チームは土星から離れた軌道を公転する新たな12個の不規則衛星の発見を報告し、2006年には、口径 8.2 m のすばる望遠鏡を用いて観測を行ったスコット・S・シェパードらの研究チームによってさらに9個の不規則衛星の発見が報告された。2007年4月にはタルクェク (S/2007 S 1) 、同年5月には S/2007 S 2 および S/2007 S 3 の発見が報告された。2019年には、新たに20個の不規則衛星の発見が報告され、これにより2000年以来では初めて木星を追い抜いて土星は既知の衛星の総数が最も多い惑星となった。
2019年、研究者の Edward Ashton、ブレット・J・グラッドマン、そして Matthew Beaudoin による研究チームは、口径 3.6 m のカナダ・フランス・ハワイ望遠鏡 (CFHT) を使用して土星のヒル球の範囲内のサーベイ観測を実施し、新たな不規則衛星の候補天体を複数の観測データ内から合わせて約80個発見したと発表した。これらの候補天体は2019年から2021年にかけてフォローアップ観測が行われ、最終的には2021年にこれらのうち先駆けて S/2019 S 1 の発見が発表され、さらに62個の衛星の発見が2023年5月3日から5月16日にかけて発表された。これにより総数は145個にまで増加した。その1週間後には、フェーベと同じような軌道を公転している新たな衛星 S/2006 S 20 の発見が公表され、総数は146個となった。2022年末から2023年2月にかけて木星の衛星が新たに15個確認されたことで、一時的に最も衛星の総数が多い惑星は木星となったが、この一連の衛星の発見報告で土星が再び衛星の総数が最も多い惑星となり、また、人類が初めて100個以上の衛星の存在を確認した宇宙で初めての惑星となった。この新たに発見された衛星は全て暗く小さなもので、直径はいずれも 2 km を超える程度しかなく、見かけの等級は25 - 27等級となっており、5個から8個の親衛星が破壊されて形成されたと推定されている。この一連の衛星の発見には「シフト・アンド・スタック (shift and stack)」と呼ばれる、複数の画像を組み合わせることで衛星からの光を強く反映させ、単一の画像では暗すぎて観測できない衛星を観測する技術が用いられた。2019年の研究では、土星の不規則衛星の数は大きさが小さいほど大量に存在していることが分かり、それらが数億年前に起こった天体衝突の結果により生成された破片である可能性が高いことが示唆された。この研究では、直径が 2.8 km を超える不規則衛星の実際の数は 150 ± 30 個であると推定された。これは、木星を公転しているとみられる同じく直径 2.8 km 以上の不規則衛星の約3倍の数となっている。したがって、この大きさの分布の度合いがさらに大きさが小さい衛星にも当てはまる場合、土星は本質的に木星よりも多くの不規則衛星を多く持つことになる。
2025年3月11日、小惑星センターは小惑星電子回報にて3報に渡って合計128個の新たな土星の衛星の発見を報告した。これにより、確認された土星の衛星の総数は274個となり、土星は200個を超える衛星を持つことが知られている最初の惑星となった。これらの衛星は、2019年から2021年にかけて行われた土星の不規則衛星の捜索の続きとして2023年に実施された、Edward Ashton、ブレット・J・グラッドマン、Mike Alexandersen、そして Jean-Marc Petit によるカナダ・フランス・ハワイ望遠鏡での観測から新たに発見された。これらの衛星も、以前までの土星の暗い不規則衛星の発見事例と同様にシフト・アンド・スタックの技術により検出された。これらの衛星の多くは、2004年から2021年までに観測されたデータ内にも検出されており、これらの過去のデータ内からも遡って検出された衛星はその観測データが得られた日が発見日として扱われている。

## 名称
現代で用いられている土星の衛星の名前は、1847年にジョン・ハーシェルによって提案されたものである。彼はローマ神話に登場するティーターン（巨神族）であるサートゥルヌス（ギリシャ神話におけるクロノスに相当）に関連する神話上の人物の名前から命名することを提案した。このとき既に知られていた7個の衛星にはティーターンの男性と女性、そしてギガース（巨人族）の名前が与えられた。この提案は、シモン・マリウスが現在のガリレオ衛星に対して行った神話に関連する名称の命名計画に似ていた。
1848年、ウィリアム・ラッセルは自身が発見した土星の第8衛星に、また別のティーターンの名前に因んでヒペリオンと命名することを提案した。20世紀になり、衛星への命名に使用できるティーターンの名前が使い果たされてくると、ギリシャ神話やローマ神話に登場する様々な人物や他の神話の巨人族に因んだ名前が衛星に命名されるようになり、2004年の国際天文学連合総会でその指針が示された。命名されている全ての不規則衛星（他の不規則衛星よりおよそ1世紀前に発見されたフェーベを除く）は、イヌイット神話とケルト神話に登場する神々、そして北欧神話に登場する巨人族に因んで名付けられている。
いくつかの小惑星には、土星の衛星と名称が重複しているものがあり、(55) パンドラ、(106) ディオネ、(577) レア、(1809) プロメテウス、(1810) エピメテウス、そして(4450) パンが挙げられる。さらに由来が同じであるが、国際天文学連合によって英名で表記するときのスペルが異なる名称で登録されている小惑星も3個あり、それぞれ Calypso と (53) Kalypso、Helene と (101) Helena、Gunnlod と (657) Gunlöd となっている。

## 物理的特徴
土星の衛星系の物理的性質は非常に偏っている。土星最大の衛星であるタイタンは、土星を公転する全ての衛星の質量全体の96%以上を占めている。他の回転楕円体の形状に落ち着いている6個の衛星の質量が全体の約4%を占めており、残りの小さな衛星は（環を構成する小天体も含めて）全て合わせても全体の0.04%に過ぎない。
| 名前           | 直径 (km)                 | 質量 (kg)                     | 軌道半径 (km)       | 公転周期 (日) |
| -------------- | ------------------------- | ----------------------------- | ------------------- | ------------- |
| ミマス         | 396 (0.12 D☾)             | 4×1019 (0.0005 M☾)            | 185,539 (0.48 a☾)   | 0.9 (0.03 T☾) |
| エンケラドゥス | 504 (0.14 D☾)             | 1.1×1020 (0.002 M☾)           | 237,948 (0.62 a☾)   | 1.4 (0.05 T☾) |
| テティス       | 1,062 (0.30 D☾)           | 6.2×1020 (0.008 M☾)           | 294,619 (0.77 a☾)   | 1.9 (0.07 T☾) |
| ディオネ       | 1,123 (0.32 D☾)           | 1.1×1021 (0.015 M☾)           | 377,396 (0.98 a☾)   | 2.7 (0.10 T☾) |
| レア           | 1,527 (0.44 D☾)           | 2.3×1021 (0.03 M☾)            | 527,108 (1.37 a☾)   | 4.5 (0.20 T☾) |
| タイタン       | 5,149 (1.48 D☾) (0.75 D♂) | 1.35×1023 (1.80 M☾) (0.21 M♂) | 1,221,870 (3.18 a☾) | 16 (0.60 T☾)  |
| イアペトゥス   | 1,470 (0.42 D☾)           | 1.8×1021 (0.025 M☾)           | 3,560,820 (9.26 a☾) | 79 (2.90 T☾)  |

## 軌道の分類
境界は多少曖昧ではあるが、土星の衛星はその軌道の特徴に応じて10個のグループに分けることができる。パンやダフニスなど、そのうちのいくつかは土星の環の内部を公転しており、公転周期は土星の自転周期よりやや長い程度となっている。特に内側を公転している衛星とほぼ全ての規則衛星は、土星の赤道面に対する平均軌道傾斜角が1度未満から約1.5度の範囲に収まっており（軌道傾斜角が約7.57度のイアペトゥスのみ例外）、軌道の離心率は小さい。一方で、土星の衛星系において外側の領域にある不規則衛星、特に北欧群に属する衛星は土星からの軌道半径が1000万 km 以上に及び、公転周期は数年に及ぶ。北欧群に属する衛星は土星の自転方向に対して逆方向へ公転している。

### ムーンレット
2009年7月下旬、B環の外縁から約 480 km 離れたところで太陽光によって影が伸びている様子が観測されたことで、ムーンレットである S/2009 S 1 が発見された。直径は 300 m と推定されている。後述するA環内のムーンレットとは異なり、B環内の物質の密度の影響により「プロペラ構造」を誘発していない。
2006年、A環内を公転する4個の小さなムーンレットがカッシーニによって撮影された画像から発見された。この発見以前は、A環の間隙に存在する（環の構成物質に対して）大きな衛星としてはパンとダフニスの2つだけが知られていた。これらの衛星は環の内部において連続的に間隙を形成するのには十分な大きさを持つ。対照的に、ムーンレットは自身のすぐ近くにある部分的な間隙を通過できるだけの重さしかなく、周囲に飛行機のプロペラのような形状の構造を作り出す。ムーンレット自身は非常に小さく、直径が 40 - 500 m 程度しかなく、小さすぎて直接観測することができない。
2007年には、さらに150個のムーンレットが発見され、それらは（エンケの間隙の外で見られた2つを除いて）土星中心から 126,750 km から 132,000 km のA環の3つの狭い衛星帯に限定されていることが明らかになった。それぞれの衛星帯の幅は約 1,000 km 程度で、肉眼で観測できる土星の環全体の幅の1%未満に過ぎない。この領域は、より大型の衛星との軌道共鳴によって引き起こされる撹乱効果が比較的少ないが、撹乱効果が全くみられないA環の他の領域には明らかに衛星が存在していない。ムーンレットはおそらく、より大型の衛星の分裂によって形成されたと考えられている。 A環内には、大きさが 0.8 km を超えるプロペラ構造が7,000個から8,000個、0.25 km を超えるものは数百万個含まれていると推定されている。2014年4月、アメリカ航空宇宙局 (NASA) の科学者らは、A環内にて新たな衛星が形成されている可能性を報告し、現在の衛星が土星の環の構造が今よりもはるかに巨大だった過去に同様の過程で形成された可能性があることを示唆した。
同様のムーンレットはF環内にも存在している可能性がある。ここでは「ジェット」状の物質構造がみられ、これは近くを公転している衛星プロメテウスからの摂動効果によって引き起こされた、ムーンレットとF環のコア部分の衝突により形成されたものである可能性があるとされている。F環を公転している最大のムーンレットの一つが、まだ衛星としてははっきり確認されていない S/2004 S 6 である可能性がある。F環には、環のコア付近を周回する直径約 1 km のさらに小さなムーンレットから生じると考えられる、「ファン」と呼ばれる一時的な構造もみられる。
最近発見された衛星の1つであるアイガイオンは、G環にあるアークと呼ばれる明るい円弧部分の中に存在しており、ミマスとは7：6の平均運動共鳴の状態にある。これは、アイガイオンが土星の周りを7周公転する間に、ミマスはちょうど6周公転することを意味する。アイガイオンは、この環の中において構成物質である塵の最大の発生源となっている。

### 羊飼い衛星

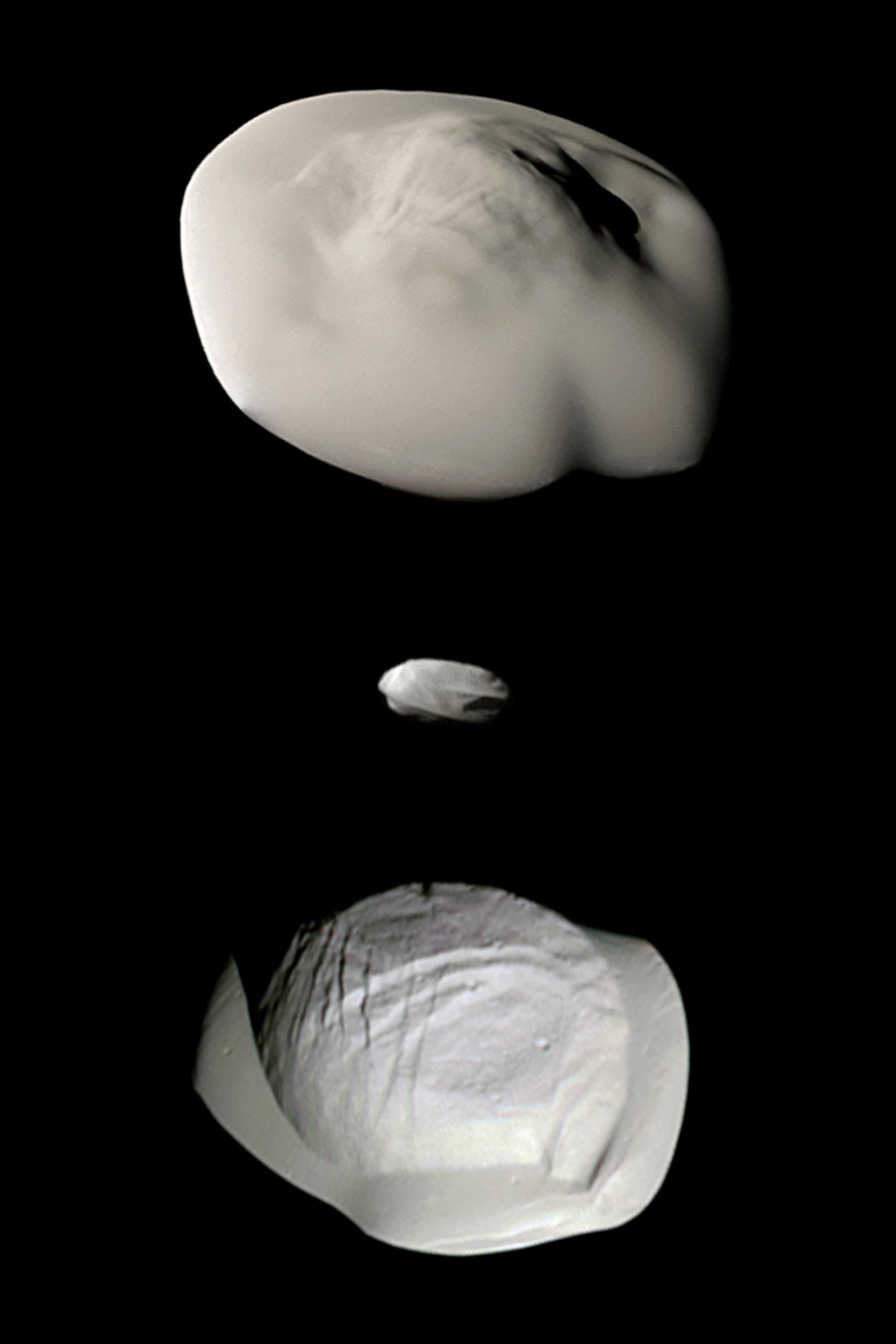
土星の羊飼い衛星であるアトラス（上）、ダフニス（中）、パン（下）の実際の縮尺に合わせた画像。赤道付近には、周囲に存在していた環の構成物質が降着することで形成されたと考えられる明確に連なる尾根のような地形がみられる。

羊飼い衛星は、惑星の環の内部または環のすぐ外を公転している小さな衛星である。羊飼い衛星はその重力で環の崩壊を防ぎ、周囲に空隙や間隙を形成させる。土星の羊飼い衛星には、パン（エンケの間隙）、ダフニス（キーラーの空隙）、アトラス（A環）、プロメテウス、パンドラ（F環）が知られている。これらの衛星は、後述する軌道共有衛星とともに、おそらく環の中に元々存在していた物質密度の高い部分である「核」へ砕けやすい環の内部の物質が降着の結果として形成されたと考えられている。現在知られている衛星の3分の1から半分程度の大きさを持つ物質の核部分は、それ自体がかつて環の中に存在していた衛星が崩壊したときに形成された破片である可能性がある。

### 軌道共有衛星
ヤヌスとエピメテウスは軌道共有衛星 (co-orbital moon) と呼ばれる。両者はともに直径はほぼ同じで、ヤヌスの方がわずかに大きい程度である。ヤヌスとエピメテウスの土星からの軌道半径の差はわずか 50 km 程度で、これは両者が接近してすれ違おうとすると互いに衝突してしまうほど近い。公転周期の差により両者の衛星の距離は次第に近づいていくが、衝突することはなく、両者間の重力の相互作用により、4年ごとに軌道が「交換」されるという現象が発生している。

### 内大衛星群

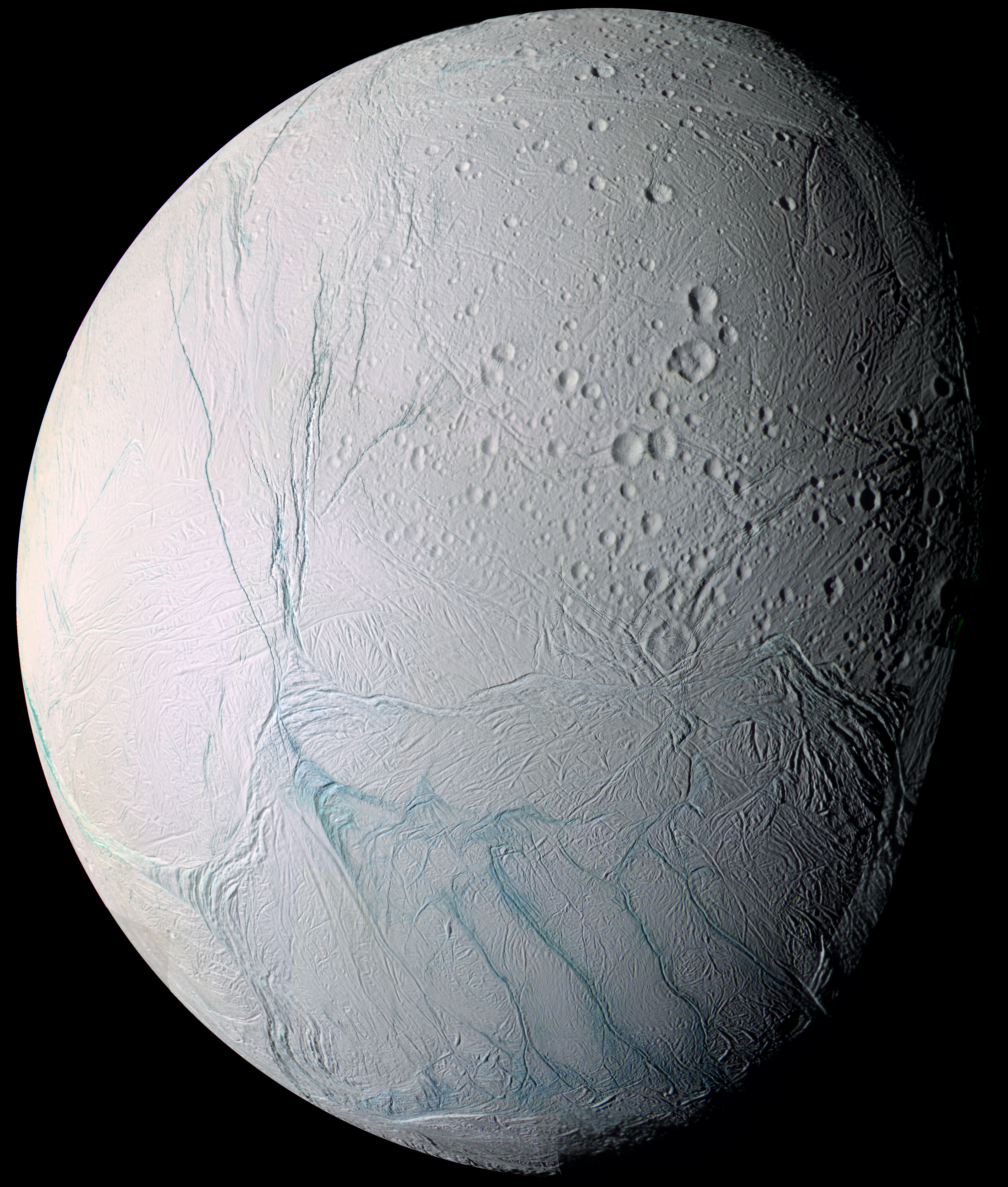
カッシーニが2005年に撮影したエンケラドゥスの画像。下部に見える複数の筋が「タイガーストライプ」と呼ばれる地形である。

土星に近い軌道を公転する大型の衛星は、3個のより小さな衛星が属する副群であるアルキオニデスと共にE環より内側に存在している。
- ミマス（英語: Mimas）は、内部衛星群の中で形状が球形となっている衛星の中では最も小さい、かつ最も質量が小さい衛星であるが[57]、メトネの軌道を変えるのには十分な質量を持つ[65]。土星からの重力の影響により、極方向では直径が短くなり、赤道方向では直径が長くなり（約 20 kmの差が生じている）、卵のような形状への扁平が顕著となっている[66]。ミマスの公転方向側の半球上には直径の3分の1もの大きさがある巨大な衝突クレーターであるハーシェルクレーターが存在している[67]。ミマスには過去にも現在にも地質活動の痕跡がみられず、その表面は衝突クレーターが大半を占めている。知られている唯一の地殻構造の特徴は、いくつかの弓形と直線形の谷であり、おそらくハーシェルクレーターを形成させた天体衝突によってミマスの大部分が粉砕されたときに形成されたと考えられている[67]。

- エンケラドゥス（英語: Enceladus）は、形状が球形になっている土星の衛星の中で最も小さいものの1つであり、ミマスに次いで小さい[66]。しかし、現在知られている中では内因的な活動が存在している唯一の土星の小型衛星であり、地質学的な活動がみられる既知の天体としては太陽系内で最小である[68]。その表面は形態的に多様であり、衝突クレーターが多い古い地形と、衝突クレーターがほとんど存在していない地質学的に若くて滑らかな地形とが存在している。エンケラドゥスの平野の多くには亀裂が入っており、リニアメント構造が交差している[68]。カッシーニによる探査により、南極周辺の地域は他の地域よりも温度が異常に暖かく、タイガーストライプ（英語版）と呼ばれる長さ約 130 km のひび割れの一部から水蒸気と塵の噴流が発生していることが判明した[68]。これらの噴流は南極から大きなプルームを形成しており、これが土星のE環を構成する物質の供給源となっており[68]、また、土星の磁気圏における主なイオン源としても機能している[69]。これらの噴出物は毎秒 100 kg 以上のペースで宇宙空間へ放出されている。このエンケラドゥスの南極の地下には液体の水が存在している可能性がある[68]。こうした氷火山活動のエネルギー源となっているのは、ディオネとの2：1の平均運動共鳴の関係にあると考えられている[68]。表面がほぼ純粋な氷で覆われていることから、エンケラドゥスは太陽系で最も明るく見える既知の天体の一つであり、その可視幾何アルベドは 140% となっている[68]。

- テティス（英語: Tethys）は、土星の内部衛星群の中で3番目に大きい衛星である[57]。その最も顕著な特徴は、公転方向に対して先行する側の半球にあるオデュッセウスクレーターと呼ばれる直径 400 km 程度の大きな衝突クレーターと、少なくとも外周の約4分の3に渡って広がるイタカ谷（英語版）と呼ばれる広大な峡谷構造である[67]。イサカ谷とオデュッセウスクレーターはほぼ同心円状にあり、これら2つの地形には関連が存在する可能性がある。テティスには現在、地質活動は起きていないとみられている。クレーターの多い丘陵地帯がその表面の大部分を占めているが、オデュッセウスクレーターが属する半球とは反対側の半球には小さくて滑らかな平原領域が広がっている[67]。平原部にはクレーターが少なく、地質学的に明らかに若い地形である。この若い地形とクレーターが多く古い地形との境界にある鋭い地形が両者を隔てている。オデュッセウスクレーターからは、放射状に延びる外延的な溝の構造もみられる[67]。テティスの密度（0.985 g/cm3）は水よりもやや小さく、この密度は、テティスが主に水の氷で構成されており、岩石はほんの一部しか含まれていないことを示している[56]。

- ディオネ（英語: Dione）は、土星の内部衛星群の中で2番目に大きい衛星である。最大の内衛星であるが地質学的な活動が見られないレアよりも密度は大きいが、明確な活動が起きているエンケラドゥスの密度よりは低い[66]。ディオネの表面の大部分はクレーターが多い古い地形であるが、この衛星もまた、谷とリニアメントが広範囲に渡って網状に広がっており、過去に全球規模のテクトニクス活動があったことが示されている[70]。谷とリニアメントの構造は公転方向に対して後行する半球で特に顕著であり、そこではいくつかの交差する亀裂が wispy terrain と呼ばれる地形を形成している[70]。クレーターが多い平原には直径 250 km に達する大きな衝突クレーターがいくつか存在している[67]。衝突クレーターの数が少ない滑らかな平原も、ごく一部ではありながら存在している[71]。それらはおそらく、ディオネの地質史における比較的後期に地殻活動で表面が一新されたものであると考えられている。滑らかな平原内の2か所で、長方形のような形状をした衝突クレーターに似た奇妙な窪地が確認されており、どちらも放射状に広がる亀裂と谷の網状構造の中心に位置しており、これらの地形は氷火山活動が起源となっている可能性がある[71]。ディオネがエンケラドゥスと同様に土星の磁気圏におけるプラズマ源であるということを示すカッシーニの磁気測定結果に基づいて、ディオネも現在、地質学的に活動している可能性が示されているが、その規模はエンケラドゥスの氷火山活動よりもはるかに小さいとされている[71]。

### アルキオニデス群
ミマスとエンケラドゥスの間には、メトネ、アンテ、パレネと呼ばれる3個の小さな衛星が公転しており、この3個の衛星はまとめてアルキオニデス群（英語: Alkyonides）と呼称されている。ギリシャ神話に登場する巨人アルキュオネウスの娘であるアルキオニデスに因んで命名されたこのグループに属する衛星は、土星の衛星の中で最も小さいものの一つである。アンテとメトネは、その軌道上に沿って非常に微かな「アーク」と呼ばれる構造を形成しており（メトネ・アーク、アンテ・アーク）、パレネは微かではあるが完全な環を形成している（パレネ環）。これら3個の衛星のうち、メトネのみがカッシーニによる至近距離での観測が行われており、クレーターがほとんどまたは全く存在していない卵型の形状をしていることがわかっている。

### トロヤ衛星
トロヤ衛星は、軌道共有天体と同様に土星系でのみ知られている固有の特徴を持った衛星である。トロヤ天体は、より大きな衛星や惑星など、はるかに大きな天体のL4点（大きな天体に対して先行）またはL5点（大きな天体に対して後行）のいずれかの地点に存在しながら主天体を公転している。テティスにはテレスト（先行）とカリプソ（後続）という2個のトロヤ衛星があり、ディオネにもヘレネ（先行）とポリデウケス（後続）の2個のトロヤ衛星が存在している。ヘレネはこれらのトロヤ衛星の中でも群を抜いて大きく、一方でポリデウケスはトロヤ衛星の中で最も小さく、かつ最も不安定な軌道を描いている。これらの衛星は、表面が滑らかになった埃っぽい物質で覆われている。

### 外大衛星群
土星から離れた軌道を公転する大型の衛星は、全てE環の外側に位置している。
- レア（英語: Rhea）は、土星系の中で2番目に大きい衛星で、内部衛星群としては最大である。天王星で2番目に大きい衛星であるオベロンよりもわずかに大きい[66]。2005年、カッシーニが土星の磁気圏に捕らわれているプラズマが衛星へ吸収されるときに形成されるプラズマの流れを観測した際に、高エネルギー電子の量の減少を検出した[28]。この電子の減少は、レアの赤道上に分布する塵ほどの大きさの粒子から成る微かな環の存在によって引き起こされているという仮説が立てられた[28]。この環のような構造が存在していれば、レアは既知の太陽系内の衛星の中で唯一、環を持つ天体であることになる。しかしその後、環が存在すると考えられた赤道面付近をカッシーニのイメージングサイエンスサブシステムに搭載されている挟角カメラ (NAC) でいくつかの角度から撮影した結果、予想された環の構成物質が存在する証拠は見つからず、観測されたプラズマの流れの原因については未解決のままとなった[76]。それ以外の点では、レアの表面はクレーターが多い典型的な様相となっているが、公転方向に対して後行する側の半球にあるいくつかのディオネに見られるような地形 (wispy terrain) [77]と赤道上にある非常に淡い「線」のような地形は、現在もしくは過去に周囲に存在していた環から離脱した物質が堆積したことによって形成されたと考えられている[78]。また、レアには土星へ向けている方とは反対側の半球に直径が約 400 km と約 500 km の非常に大きな衝突盆地がある。ティラワ (Tirawa) と呼ばれるクレーターは、テティスにあるオデュッセウスクレーターにほぼ匹敵する大きさを持つ[67]。また、西経112度にはインクトミ (Inktomi) と呼ばれる直径 48 km の衝突クレーターもあり[79][注 3]、この周囲には明るい光条が広がっているためによく目立つ[80]。これは土星の内部衛星群にあるクレーターの中では最も新しいものの1つである可能性がある[77]。レアの表面では、内因性の活動を示す証拠は発見されていない[77]。

- タイタン（英語: Titan）は直径が 5,149 km で、太陽系で2番目に大きいかつ土星系で最大の衛星である[57]。全ての大型衛星の中で、タイタンは高密度（大気圧は約1.5 atm）の冷たい大気を持つ唯一の衛星であり、主に窒素と少量のメタンで構成されている[81]。この濃い大気は、特に南極地域の上空で明るく白い対流雲を頻繁に発生させている[81]。2013年6月6日、アンダルシア天体物理研究所（英語版）の科学者らはタイタンの高層大気中から多環芳香族炭化水素が検出されたと報告した[82]。2014年6月23日には、NASAはタイタンの大気中に含まれる窒素は、以前に土星を形成していた物質ではなく、彗星に関連するオールトの雲の天体の物質に由来するという強力な証拠が発見されたと発表した[83]。タイタンの表面は濃い大気による煙霧で常に霞んでいるため観測が困難だが、衝突クレーターは数個程度しか見られず、おそらく表面は地質学的に非常に若いと考えられている[81]。表面には明るい領域と暗い領域、流路、そしておそらく氷火山が存在している[81][84]。暗い地域の一部は、潮風によって形づくられたとみられる縦方向の砂丘地帯で覆われており、この砂は凍った水または炭化水素で出来ているとされる[85]。タイタンは、既知の太陽系内の天体としては地球以外で唯一、表面に液体が存在している天体であり、タイタンの極地域に液体のメタンやエタンで満たされた湖という形で存在している[86]。こうした湖の中で最も大きいクラーケン海は、地球上で最も大きい湖であるカスピ海よりも大きい[87]。木星の衛星であるエウロパやガニメデと同様に、タイタンにもアンモニアが混じった水でできた海が地下に存在しており、氷火山活動によって表面まで噴出される現象が引き起こされている可能性があると考えられている[84]。2014年7月2日には、NASAはタイタンの地下に存在する海の塩分濃度が地球の死海に匹敵する可能性があると発表した[88][89]。

- ヒペリオン（英語: Hyperion）は、土星系で最もタイタンに近い軌道を公転している衛星である。両者は互いに4：3の平均運動共鳴の状態にあり、これはタイタンが土星の周囲を4回公転する間に、ヒペリオンはちょうど3回公転することを意味する[57]。ヒペリオンの平均直径は約 270 km で、ミマスよりも小さく質量も軽い[90]。非常に不規則な形状をしており、スポンジに似た非常に奇妙な黄褐色の氷で覆われた表面を持っているが、その内部も部分的に多孔質である可能性がある[90]。ヒペリオンの平均密度 0.55 g/cm3[90] は、全体が純粋な氷で構成されているとしても内部の 40% 以上が空洞となっていることを示している。表面は多数の衝突クレーターに覆われており、直径 2 - 10 km 程度のクレーターが特に多くみられる[90]。ヒペリオンは冥王星の小型衛星を除けば唯一、不規則に自転していることが知られている衛星であり、これはヒペリオンには明確に定義された極や赤道がないことを意味している。短い時間スケールでは、ヒペリオンは長軸の周りを1日あたり72度から75度回転する程度の速度で自転しているが、より長い時間スケールで見ると、その回転軸（回転ベクトル）は無秩序に揺れ動いている[90]。これにより、ヒペリオンの自転の動きは本質的に予測が不可能である[91]。

- イアペトゥス（英語: Iapetus）は、土星系の中で3番目に大きい衛星である[66]。土星から約 350万 km 離れた軌道を公転しているイアペトゥスは、土星の主要衛星の中では最も土星から遠く、また、約15.47度の最も大きい軌道傾斜角を持っている[58]。イアペトゥスは、その珍しいツートンカラーの表面を持つことで長い間知られ、公転方向に対して先行する半球はほぼ真っ黒で、後行する半球は新雪とほぼ同じ程度の明るさを持つ[92]。カッシーニが撮影した画像には、この暗い表面が北緯40度から南緯40度にかけて広がっており、「カッシーニ地域」と呼ばれる、公転方向に対して先行する半球の赤道付近の領域に限定して分布していることが示された[92]。一方でイアペトゥスの極領域の表面は後行する半球と同程度に明るい。カッシーニはまた、赤道上のほぼ全周に渡って聳える高さ 20 km の尾根も発見した[92]。イアペトゥスの暗い表面と明るい表面は両方とも地質的に古く、クレーターが多数存在している。カッシーニによる画像からは、直径が 380 - 550 km の少なくとも4つの大きな衝突盆地と、多数の小さな衝突クレーターが存在していることが明らかになった[92]。内因的な地質活動の痕跡を示す証拠は見つかっていない[92]。イアペトゥスの表面の二面性を強調している暗い物質の起源は、2009年にNASAのスピッツァー宇宙望遠鏡が発見した、より外側を公転している衛星フェーベの軌道のすぐ内側に存在するほぼ可視光線では観測できない広大な円盤構造であるフェーベ環が手掛かりとなっている可能性がある[93]。この円盤構造はフェーベへの天体衝突によって巻き上げられた塵や氷の粒子から生じたと考えられている。円盤を構成する粒子はフェーベ自体と同様にイアペトゥスとは逆方向で土星の周囲を公転しているため、イアペトゥスがこの粒子と真っ向から衝突していくことで、公転方向に対して先行する半球の表面をわずかに暗くさせる[93]。そうしてイアペトゥスの異なる領域間でアルベド（反射能）の違い、さらには平均温度の違いが生じるようになると、暖かい領域からの水や氷の昇華と、より寒い領域への水蒸気の堆積という熱暴走のプロセスが繰り返される。現在見られるこのイアペトゥスの外観の二面性は、主に氷で覆われた明るい領域と、表面の氷が昇華して失われた後に残った残留物が表面を占めている暗い領域との間のコントラストから生じていると考えられている[94][95]。

### 不規則衛星

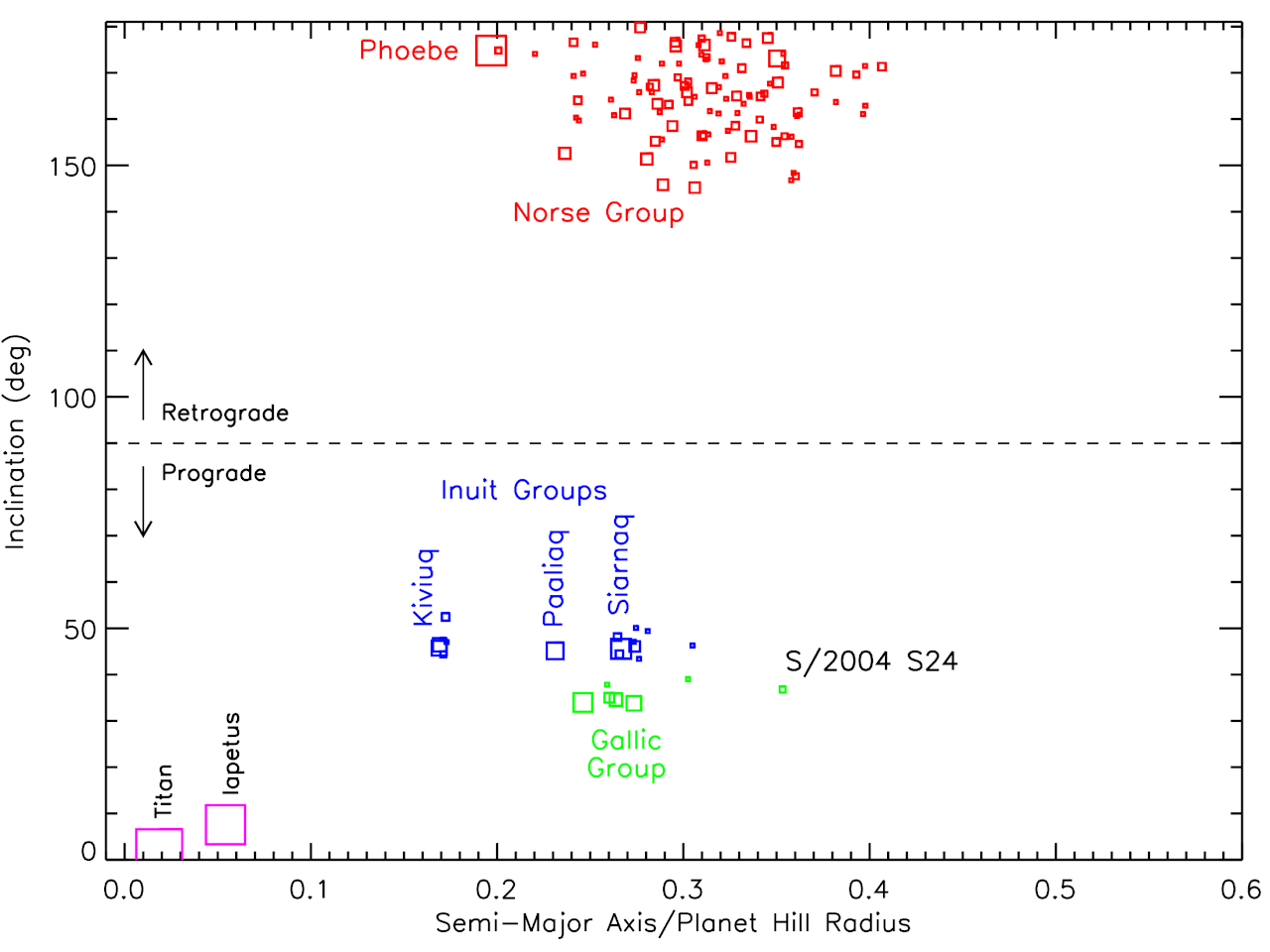
土星の不規則衛星の軌道要素を表した図。縦軸が土星の赤道面に対する軌道傾斜角、横軸が土星からの軌道長半径を表す。軌道傾斜角が点線より下の90度未満であれば土星の自転方向に対して順行、点線より上の90度以上であれば逆行することを意味する。横軸の軌道長半径の目盛は、土星のヒル半径を1としている。この図を見ると、土星の不規則衛星のほとんどが順行するイヌイット群とガリア群、逆行する北欧群に属することが分かる。

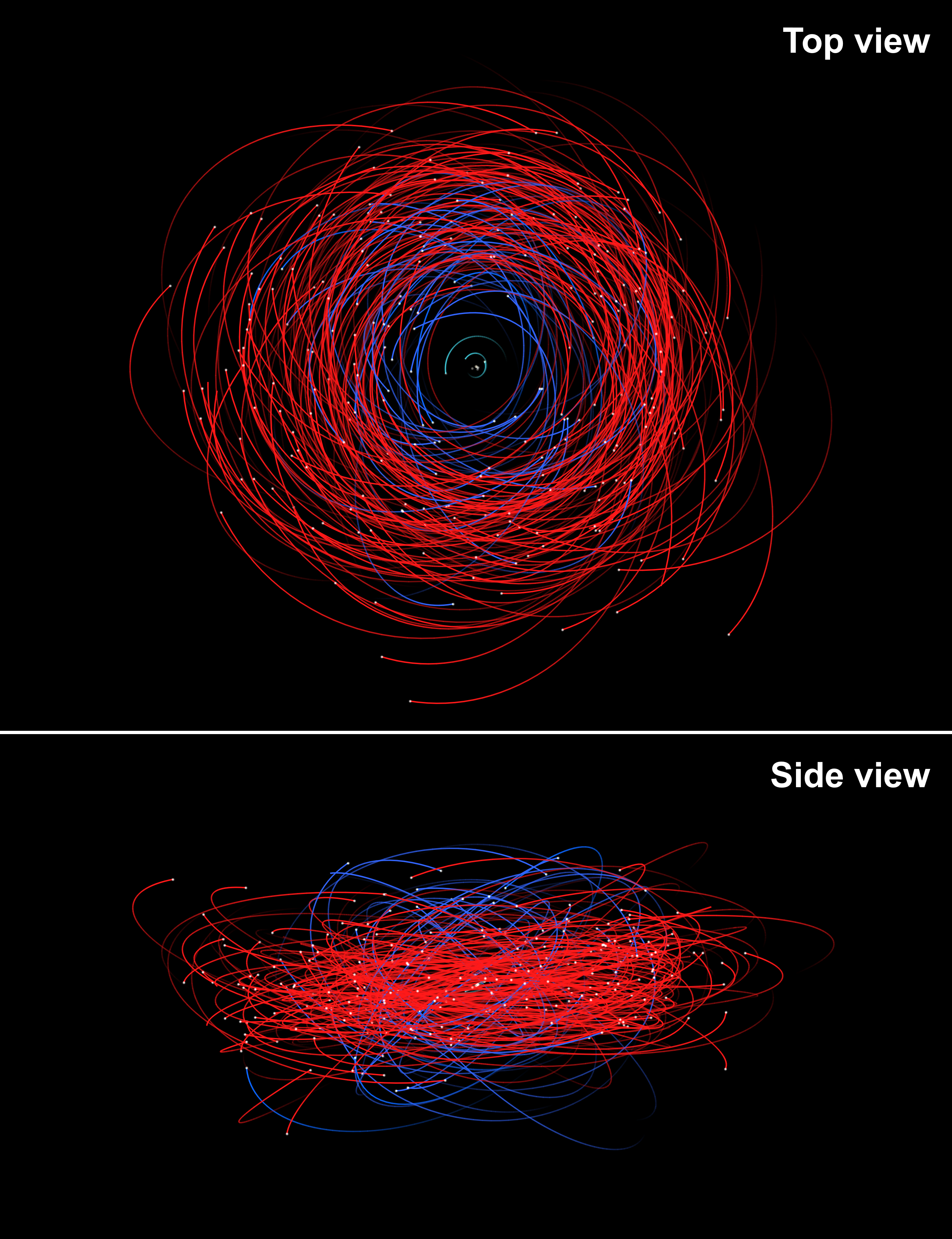
現在知られている土星の250個の不規則衛星の2025年3月時点の軌道と位置。順行衛星の軌道は青色、逆行衛星の軌道は赤色で表示されている。タイタン以遠の外大衛星群の軌道も水色で描かれている。

不規則衛星は主惑星からの距離が遠く、赤道面に対する傾斜が大きく、かつ主星の自転方向に対して逆行することが多い軌道を持つ小型の衛星であり、主惑星の重力によって外部からの捕獲された天体であると考えられている。これらの衛星は衝突族（衝突グループ）を構成していることが多い。不規則衛星の正確な大きさとアルベドは地上からの望遠鏡による観測から求めるにはあまりに小さすぎるため、確かな数値については分かっていないが、通常の場合、アルベドは非常に小さく、フェーベの約 6% 程度もしくはそれよりも低い値であると想定されている。不規則衛星は一般的に、水の吸収バンドが大半を占める、これといった特徴のない可視、および近赤外スペクトルを持っている。これらはC型、P型、そしてD型小惑星に似た中間色または中程度の赤色に見えるが、太陽系外縁天体と比較すると遥かに赤くないスペクトルを持っている。

#### イヌイット群
イヌイット群（英語: Inuit group）と呼ばれるグループは土星からの距離（土星半径の約190 – 300倍）、赤道面に対する軌道傾斜角（45 – 50度）、そしてスペクトルの色がよく類似している、順行軌道を持つグループと考えられる36個の衛星から構成されている。イヌイット群は土星からの距離に応じて、さらに3つの異なる副群に細分化することができ、それぞれのグループに属している最も大きな衛星に因んで名前が付けられており、土星からの距離が近い順にキビウク副群 (Kiviuq subgroup)、パーリアク、そしてシャルナク副群 (Siarnaq subgoup) と続いている。キビウク副群に属する衛星の土星からの距離は土星半径の188倍程度、パーリアクは約249倍、シャルナク副群は297倍程度の範囲に集中しており、これら3つのグループがすべて共通した天体に起源を持つのかどうかは分かってない。
キビウク副群には20個の衛星が属しており、この中で固有名が与えられているのはこのグループの中で最も直径が大きいキビウクとイジラクの2個である。キビウクは直径が 17 km で非常に細長い形状となっていることが知られており、接触二重小惑星のようになっている可能性がある。シャルナク副群には15個の衛星が属しており、この中で固有名が与えられているのは直径が 39.3 km とイヌイット群全体でも最も大きいと推定されているシャルナクとタルクェクの2個である。キビウク副群とシャルナク副群に属する衛星は、同じグループに属する他の衛星と軌道長半径と軌道傾斜角が似通っているため、異なる衝突族であるとみられている。この2つのグループとは対照的に、キビウク副群とシャルナク副群の間の軌道を公転する直径が約 22 km のパーリアクについては、周辺に同様の軌道を持つ衛星が知られておらず、関連している副群は知られていない。

#### ガリア群
ガリア群（英語: Gallic group）には17個の順行衛星が属しており、これらは軌道傾斜角（35 – 40度）、軌道離心率、そしてスペクトルの色がよく似ており、明確に一つのグループであると見做せる。この中で固有名が与えられているのはアルビオリックス、ベブヒオン、エリアポ、タルボスの4個であり、この中で最も大きいアルビオリックスの直径は約 29 km と推定されている。ガリア群は、土星からの軌道長半径が土星半径の200 – 330倍の範囲に集中している16個の衛星から構成されているアルビオリックス副群 (Albiorix subgroup) と、これらと比べて軌道離心率が低く、軌道長半径が土星半径の約400倍とはるかに遠い軌道を公転している衛星 S/2004 S 24とに分けられる。S/2004 S 24 の軌道は他のガリア群の衛星から大きく離れており、直接的に関係がない可能性もあるが、楕円軌道上において最も土星から離れたときに発生した天体衝突によって破壊されたアルビオリックス副群の衛星の破片として形成された可能性がある。

#### 北欧群
土星の不規則衛星のうち、土星の自転方向に対して逆行する軌道を持つ197個の衛星は全て北欧群（英語: Norse group）に分類される。この中で固有名が与えられているのはエーギル、Angrboda、Alvaldi、Beli、ベルゲルミル、ベストラ、Eggther、ファールバウティ、フェンリル、フォルニョート、Geirrod、Gerd、グレイプ、Gridr、Gunnlod、ハティ、ヒュロッキン、ヤルンサクサ、カーリ、ロゲ、ムンディルファリ、ナルビ、フェーベ、スカジ、スコル、Skrymir、スリュムル、スットゥングル、Thiazzi、スルト、ユミルの31個である。この中で、ユミルはフェーベに次いで北欧群に属する衛星の中で2番目に大きく、直径はわずか約 18 km と推定されている。
北欧群に属する衛星の軌道要素には明瞭な纏まりが見られないが、Edward Ashton らによる研究グループは軌道傾斜角によって以下の4つの異なるグループに分割することを提案している。これらのグループは同一のグループ内に分類される衛星の中でも依然として軌道長半径、軌道傾斜角、軌道離心率が広範囲にばらついており、必ずしも天体衝突を起源とする衝突族ではない可能性がある。
- フェーベ（英語: Phoebe）は直径が 213 ± 1.4 km で、土星の不規則衛星の中で群を抜いて最大の大きさを持つ衛星である[33]。土星の自転方向に対して逆行する軌道を公転しており、約9.3時間の周期で自転している。フェーベは2004年6月、カッシーニによって至近距離から詳細な観測が行われた最初の土星の衛星である。この接近観測中に、カッシーニは表面全体のほぼ 90% の地図を作成することに成功した。フェーベはほぼ球形の形状をしており、約 1.6 g/cm3 という比較的大きな密度を持っている[33]。カッシーニが撮影した画像からは、多数の衝突による傷跡が残った暗い表面を持つことが明らかになり、直径 10 kmを超えるクレーターは約130個存在していることが判明した。このような天体衝突が発生することにより、フェーベの破片が土星の周回軌道上に放出された可能性がある。それにより形成された可能性がある、軌道傾斜角が172.5 – 180度となっている衛星が属するグループとしてフェーベ副群 (Phoebe subgroup) が提案されており[97]、2023年時点で特にフェーベに似た軌道を持つことが知られていた S/2006 S 20 や S/2006 S 9 [6][99][100]も含めて、2025年時点では28個の衛星がこのフェーベ副群に属するとみられている。分光測定により、表面は水の氷、二酸化炭素、フィロケイ酸塩鉱物、有機物、そしておそらく鉄を含む鉱物から構成されていることが示された[33]。フェーベはエッジワース・カイパーベルトに起源を持つケンタウルス族天体が土星の重力により捕獲されて衛星になったと考えられている[33]。またフェーベは、イアペトゥスの公転方向に対して先行する側の半球の表面を暗くさせる物質、そして土星最大の環（フェーベ環）の構造を形成する物質の供給源としても機能している[93]。

- ムンディルファリ副群 (Mundilfari subgroup) は北欧群のうち軌道傾斜角が157 – 172.5度の衛星で構成されるグループであり、Ashton らが提案する4つの北欧群の副群の中で最も属する衛星の数が多い[97]。この中で最も大きい直径が約 7 km のムンディルファリに因んで名付けられたこのグループは、直径が 4 km 未満の小さな衛星が大部分を占めており、これはこれらの衛星が少なくとも1億年前に親衛星を破壊した比較的最近の天体衝突によって形成されたことを示唆している[49][97]。Ashton らは、ムンディルファリ副群を形成したと考えられるこの親衛星が、土星からの軌道長半径が約 1950万 km（土星半径の約320倍）、軌道傾斜角が約165度、軌道離心率が約 0.28 の軌道で土星の周囲を公転していたと提唱している[97]。この親衛星を破壊した衝突は、少なくとも 200 m/s の速度で破片を放出する必要があり、その後の破片の衝突によって軌道がさらに分散し、今日観測されているムンディルファリ副群のばらついた軌道の分布に繋がっている可能性がある[97]。

- カーリ副群 (Kari subgroup) は北欧群のうち軌道傾斜角が151 – 157度の衛星で構成されるグループであり、この中で直径が約 7 km[7]で最も大きいカーリ付近に軌道が集中しているとみられ、土星からの軌道長半径は約 2100万 km から約 2400万 km の範囲に集中している。この密集した衛星は衝突族である可能性が提案されているが、カーリ副群に属する軌道傾斜角となっている衛星の中でも、この範囲より軌道長半径が小さい衛星もいくつか存在しており、これらの衛星はこの提案されている衝突族とは関係ない可能性がある[97]。

- 軌道傾斜角が151度未満である残りの北欧群の衛星は数が少なく、Ashton らは低軌道傾斜角副群 (Low-inclination subgroup) というグループに分類している[97]。低軌道傾斜角副群に分類される衛星の中で、ナルビと S/2019 S 11 は最も軌道が似ており、この2つの衛星は起源が共通していることが示唆されている[97]。

## 一覧

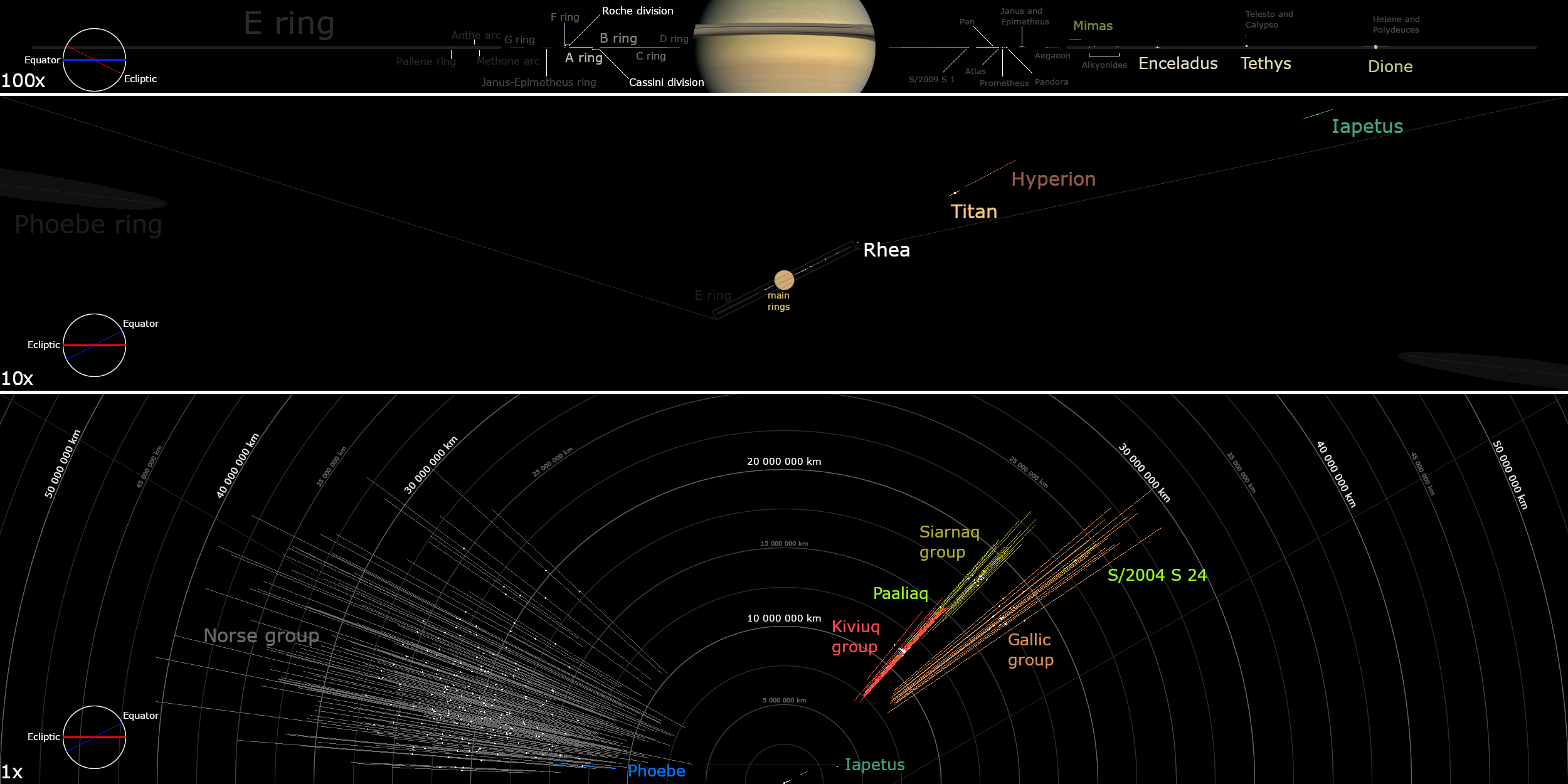
土星の環とその衛星の軌道傾斜角と土星からの距離を様々なスケールで示した軌道図。主要な衛星や衛星群、環には個別にラベルがつけられている。画像をクリックすることでフル解像度で閲覧可能。各衛星の線は土星からの近土点距離、遠土点距離を結んだもので、線の長さが概ね離心率を表す。

### 確認された衛星
以下の表では、現時点で正式に確認されている土星の衛星を公転周期（または軌道長半径）が短い衛星から長い衛星の順に掲載する。形状が回転楕円体に落ち着くほど大型の衛星は太字で強調されており、表中の段を青色で示している。一方で不規則衛星は軌道の分類に応じて表中の段を赤色、橙色、緑色、灰色で示している。不規則衛星は惑星や太陽から頻繁に摂動の影響を受けることにより、その軌道要素や土星からの平均距離が短い時間スケールで大きく変動するため、掲載されているほとんどの不規則衛星の軌道要素はジェット推進研究所 (JPL) の計算による5,000年以上の時間スケールで数値積分された結果を平均化したものである。最近発見されたなどの理由によって特定の日時を軌道要素の元期としており、平均化された固有軌道要素が公表されていない不規則衛星は、平均化された固有軌道要素が掲載されている他の不規則衛星と区別するために、その特定の日時を元期としている軌道要素を斜体にして掲載している。 平均化された固有軌道要素の元期は2000年1月1日 (TDB) を基準としている。
| 凡例       | 凡例                 | 凡例             | 凡例           | 凡例       | 凡例       | 凡例               |
| 規則衛星   | 規則衛星             | 規則衛星         | 不規則衛星     | 不規則衛星 | 不規則衛星 | 不規則衛星         |
| ---------- | -------------------- | ---------------- | -------------- | ---------- | ---------- | ------------------ |
| ♠ タイタン | † その他の球形の衛星 | その他の規則衛星 | ♦ イヌイット群 | ♣ ガリア群 | ‡ 北欧群   | § その他の順行衛星 |

| 確定番号 | 名称                   | 画像 | 絶対等級 (H) | 直径 (km)                    | 質量 (×1015kg) | 軌道長半径 (km) | 公転周期 (日) | 軌道傾斜角 (°) | 軌道離心率 | 位置・衝突族                  | 初観測年 | 公表年 | 発見者                                                |
| -------- | ---------------------- | ---- | ------------ | ---------------------------- | -------------- | --------------- | ------------- | -------------- | ---------- | ----------------------------- | -------- | ------ | ----------------------------------------------------- |
| Zx       | S/2009 S 1             |      | —            | 0.3                          | < 0.00000001   | ≈ 117,000       | ≈ 0.47150     | ≈ 0.000        | ≈ 0.0000   | B環の外側                     | 2009     | 2009   | 探査機カッシーニ                                      |
| A        | （多数のムーンレット） |      | —            | 0.04 – 0.4                   | < 0.00000002   | ≈ 130,000       | ≈ 0.55        | ≈ 0.000        | ≈ 0.0000   | A環にある衛星帯内             | 2006     | —      | 探査機カッシーニ                                      |
| XVIII    | パン                   |      | 9.1          | 28.2 (34 × 31 × 20)          | 5.0            | 133,584         | +0.57505      | 0.000          | 0.0000     | エンケの間隙内                | 1990     | 1990   | Mark Showalter                                        |
| XXXV     | ダフニス               |      | 12.0         | 7.6 (8.6 × 8.2 × 6.4)        | 0.077          | 136,505         | +0.59408      | 0.004          | 0.0000     | キーラーの空隙内              | 2005     | 2005   | 探査機カッシーニ                                      |
| XV       | アトラス               |      | 10.7         | 30.2 (41 × 35 × 19)          | 6.6            | 137,670         | +0.60169      | 0.003          | 0.0012     | A環の羊飼い衛星               | 1980     | 1980   | ボイジャー1号                                         |
| XVI      | プロメテウス           |      | 6.5          | 86.2 (136 × 79 × 59)         | 159.5          | 139,380         | +0.61299      | 0.008          | 0.0022     | F環の羊飼い衛星               | 1980     | 1980   | ボイジャー1号                                         |
| XVII     | パンドラ               |      | 6.6          | 81.4 (104 × 81 × 64)         | 137.1          | 141,720         | +0.62850      | 0.050          | 0.0042     | F環の羊飼い衛星               | 1980     | 1980   | ボイジャー1号                                         |
| XI       | エピメテウス           |      | 5.6          | 116.2 (130 × 114 × 106)      | 526.6          | 151,422         | +0.69433      | 0.335          | 0.0098     | 共有軌道                      | 1966     | 1967   | Stephen M. Larson John W. Fountain                    |
| X        | ヤヌス                 |      | 4.7          | 179.0 (203 × 185 × 153)      | 1897.5         | 151,472         | +0.69466      | 0.165          | 0.0068     | 共有軌道                      | 1966     | 1967   | オドゥワン・ドルフュス                                |
| LIII     | アイガイオン           |      | 18.7         | 0.66 (1.4 × 0.5 × 0.4)       | ≈ 0.000073     | 167,500         | +0.80812      | 0.001          | 0.0004     | G環内                         | 2008     | 2009   | 探査機カッシーニ                                      |
| I        | † ミマス               |      | 2.7          | 396.4 (416 × 393 × 381)      | 37,493         | 185,404         | +0.94242      | 1.566          | 0.0202     | 内大衛星                      | 1789     | 1789   | ウィリアム・ハーシェル                                |
| XXXII    | メトネ                 |      | 13.8         | 2.9 (3.9 × 2.6 × 2.4)        | ≈ 0.0063       | 194,440         | +1.00957      | 0.007          | 0.0001     | アルキオニデス群              | 2004     | 2004   | 探査機カッシーニ                                      |
| XLIX     | アンテ                 |      | 14.8         | 1.8                          | ≈ 0.00026      | 197,700         | +1.05089      | 0.100          | 0.0011     | アルキオニデ群                | 2007     | 2007   | 探査機カッシーニ                                      |
| XXXIII   | パレネ                 |      | 12.9         | 4.4 (5.8 × 4.2 × 3.7)        | ≈ 0.023        | 212,280         | +1.15375      | 0.181          | 0.0040     | アルキオニデス群              | 2004     | 2004   | 探査機カッシーニ                                      |
| II       | † エンケラドゥス       |      | 1.8          | 504.2 (513 × 503 × 497)      | 108,022        | 237,950         | +1.37022      | 0.010          | 0.0047     | 内大衛星                      | 1789     | 1789   | ウィリアム・ハーシェル                                |
| III      | † テティス             |      | 0.3          | 1062.2 (1077 × 1057 × 1053)  | 617,449        | 294,619         | +1.88780      | 0.168          | 0.0001     | 内大衛星                      | 1684     | 1684   | ジョヴァンニ・カッシーニ                              |
| XIV      | カリプソ               |      | 8.7          | 21.4 (30 × 23 × 14)          | ≈ 2.5          | 294,619         | +1.88780      | 1.473          | 0.0010     | トロヤ衛星 （テティスのL5点） | 1980     | 1980   | Dan Pascu など                                        |
| XIII     | テレスト               |      | 8.7          | 24.8 (33 × 24 × 20)          | ≈ 4.0          | 294,619         | +1.88780      | 1.158          | 0.0010     | トロヤ衛星 （テティスのL4点） | 1980     | 1980   | ブラッドフォード・A・スミスなど                       |
| XXXIV    | ポリデウケス           |      | 13.5         | 2.6 (3.0 × 2.4 × 1.0)        | ≈ 0.0038       | 377,396         | +2.73692      | 0.177          | 0.0192     | トロヤ衛星 （ディオネのL5点） | 2004     | 2004   | 探査機カッシーニ                                      |
| IV       | † ディオネ             |      | 0.4          | 1122.8 (1128 × 1123 × 1119)  | 1,095,452      | 377,396         | +2.73692      | 0.002          | 0.0022     | 内大衛星                      | 1684     | 1684   | ジョヴァンニ・カッシーニ                              |
| XII      | ヘレネ                 |      | 7.3          | 35.2 (43 × 38 × 26)          | ≈ 7.2          | 377,396         | +2.73692      | 0.199          | 0.0022     | トロヤ衛星 （ディオネのL4点） | 1980     | 1980   | Pierre Laques Jean Lecacheux                          |
| V        | † レア                 |      | –0.2         | 1527.6 (1530 × 1526 × 1525)  | 2,306,518      | 527,108         | +4.51821      | 0.327          | 0.0013     | 外大衛星                      | 1672     | 1673   | ジョヴァンニ・カッシーニ                              |
| VI       | ♠ タイタン             |      | –1.3         | 5149.86 (5149 × 5149 × 5150) | 134,520,000    | 1,221,930       | +15.9454      | 0.349          | 0.0288     | 外大衛星                      | 1655     | 1656   | クリスティアーン・ホイヘンス                          |
| VII      | ヒペリオン             |      | 4.8          | 270.0 (360 × 266 × 205)      | 5619.9         | 1,481,010       | +21.2766      | 0.568          | 0.1230     | 外大衛星                      | 1848     | 1848   | ウィリアム・クランチ・ボンドなど ウィリアム・ラッセル |
| VIII     | † イアペトゥス         |      | 1.7          | 1468.6 (1491 × 1491 × 1424)  | 1,805,635      | 3,560,820       | +79.3215      | 15.47          | 0.0286     | 外大衛星                      | 1671     | 1673   | ジョヴァンニ・カッシーニ                              |
| Zy       | ♦ S/2019 S 1           |      | 15.3         | ≈ 3                          | ≈ 0.014        | 11,244,000      | +445.60       | 46.7           | 0.541      | イヌイット群 （キビウク群）   | 2019     | 2021   | Edward Ashton など                                    |
| XXIV     | ♦ キビウク             |      | 12.6         | ≈ 16                         | ≈ 2.1          | 11,307,300      | +449.13       | 48.9           | 0.182      | イヌイット群 （キビウク群）   | 2000     | 2000   | ブレット・J・グラドマンなど                           |
| Za       | ♦ S/2005 S 4           |      | 15.7         | ≈ 4                          | ≈ 0.034        | 11,324,500      | +450.22       | 48.0           | 0.315      | イヌイット群 （キビウク群）   | 2005     | 2023   | スコット・S・シェパードなど                           |
| Zzt      | ♦ S/2020 S 1           |      | 15.9         | ≈ 2                          | ≈ 0.0042       | 11,338,700      | +451.10       | 48.2           | 0.337      | イヌイット群 （キビウク群）   | 2020     | 2023   | Edward Ashton など                                    |
| XXII     | ♦ イジラク             |      | 13.2         | ≈ 12                         | ≈ 0.90         | 11,344,600      | +451.46       | 49.2           | 0.353      | イヌイット群 （キビウク群）   | 2000     | 2000   | ブレット・J・グラドマンなど                           |
| IX       | ‡フェーベ              |      | 6.7          | 213.0 (219 × 217 × 204)      | 8292.0         | 12,929,400      | −550.30       | 175.2          | 0.164      | 北欧群 （フェーベ群?）        | 1898     | 1899   | ウィリアム・ヘンリー・ピッカリング                    |
| Zp       | ‡ S/2006 S 20          |      | 15.7         | ≈ 3                          | ≈ 0.014        | 13,193,800      | −567.27       | 173.1          | 0.206      | 北欧群 （フェーベ群?）        | 2006     | 2023   | スコット・S・シェパードなど                           |
| Ze       | ‡ S/2006 S 9           |      | 16.5         | ≈ 2                          | ≈ 0.0042       | 14,406,600      | −647.89       | 173.0          | 0.248      | 北欧群                        | 2006     | 2023   | スコット・S・シェパードなど                           |
| XX       | ♦ パーリアク           |      | 11.9         | ≈ 22                         | ≈ 5.6          | 14,997,300      | +687.08       | 47.1           | 0.384      | イヌイット群 （パーリアク群） | 2000     | 2000   | ブレット・J・グラドマンなど                           |
| XXVII    | ‡ スカジ               |      | 14.4         | ≈ 8                          | ≈ 0.27         | 15,575,100      | −728.10       | 149.7          | 0.265      | 北欧群                        | 2000     | 2000   | ブレット・J・グラドマンなど                           |
| Zs       | ‡ S/2007 S 5           |      | 16.2         | ≈ 2                          | ≈ 0.0042       | 15,835,700      | −746.88       | 158.4          | 0.104      | 北欧群                        | 2007     | 2023   | スコット・S・シェパードなど                           |
| Zu       | ‡ S/2007 S 7           |      | 16.2         | ≈ 2                          | ≈ 0.0042       | 15,931,700      | −754.29       | 169.2          | 0.217      | 北欧群                        | 2007     | 2023   | スコット・S・シェパードなど                           |
| Zq       | ‡ S/2007 S 2           |      | 15.6         | ≈ 4                          | ≈ 0.034        | 15,939,700      | −754.90       | 175.6          | 0.232      | 北欧群                        | 2007     | 2007   | スコット・S・シェパードなど                           |
| K        | ‡ S/2004 S 37          |      | 15.9         | ≈ 4                          | ≈ 0.034        | 15,940,500      | −754.48       | 158.2          | 0.447      | 北欧群                        | 2004     | 2019   | スコット・S・シェパードなど                           |
| T        | ‡ S/2004 S 47          |      | 16.3         | ≈ 2                          | ≈ 0.0042       | 16,050,600      | −762.49       | 160.9          | 0.291      | 北欧群                        | 2004     | 2023   | スコット・S・シェパードなど                           |
| M        | ‡ S/2004 S 40          |      | 16.3         | ≈ 2                          | ≈ 0.0042       | 16,075,600      | −764.60       | 169.2          | 0.297      | 北欧群                        | 2004     | 2023   | スコット・S・シェパードなど                           |
| XXVI     | ♣ アルビオリックス     |      | 11.2         | 28.6                         | ≈ 32           | 16,329,100      | +783.49       | 38.9           | 0.470      | ガリア群                      | 2000     | 2000   | マシュー・J・ホルマンなど                             |
| Zz       | ‡ S/2019 S 2           |      | 16.5         | ≈ 2                          | ≈ 0.0042       | 16,559,900      | −799.82       | 173.3          | 0.279      | 北欧群                        | 2019     | 2023   | Edward Ashton など                                    |
| XXXVII   | ♣ ベブヒオン           |      | 15.0         | ≈ 6                          | ≈ 0.11         | 17,028,900      | +834.94       | 37.4           | 0.482      | ガリア群                      | 2004     | 2005   | スコット・S・シェパードなど                           |
| Zv       | ♣ S/2007 S 8           |      | 16.0         | ≈ 2                          | ≈ 0.0042       | 17,049,000      | +836.90       | 36.2           | 0.490      | ガリア群                      | 2007     | 2023   | スコット・S・シェパードなど                           |
| LX       | ♣ S/2004 S 29          |      | 15.8         | ≈ 4                          | ≈ 0.034        | 17,063,900      | +837.78       | 38.6           | 0.485      | ガリア群                      | 2004     | 2019   | スコット・S・シェパードなど                           |
| Zza      | ‡ S/2019 S 3           |      | 16.2         | ≈ 2                          | ≈ 0.0042       | 17,077,200      | −837.74       | 166.9          | 0.249      | 北欧群                        | 2019     | 2023   | Edward Ashton など                                    |
| Zzz      | ‡S/2020 S 7            |      | 16.8         | ≈ 2                          | ≈ 0.0042       | 17,400,000      | −861.70       | 161.5          | 0.500      | 北欧群                        | 2020     | 2023   | Edward Ashton など                                    |
| I        | ♦ S/2004 S 31          |      | 15.6         | ≈ 4                          | ≈ 0.034        | 17,497,300      | +866.10       | 48.1           | 0.159      | イヌイット群 （シャルナク群） | 2004     | 2019   | スコット・S・シェパードなど                           |
| XXVIII   | ♣ エリアポ             |      | 13.7         | ≈ 10                         | ≈ 0.52         | 17,507,200      | +871.10       | 38.7           | 0.462      | ガリア群                      | 2000     | 2000   | ブレット・J・グラドマンなど                           |
| XLVII    | ‡ スコル               |      | 15.4         | ≈ 6                          | ≈ 0.11         | 17,625,700      | −878.44       | 158.4          | 0.470      | 北欧群                        | 2006     | 2006   | スコット・S・シェパードなど                           |
| LII      | ♦ タルクェク           |      | 14.8         | ≈ 7                          | ≈ 0.18         | 17,748,200      | +884.98       | 49.7           | 0.119      | イヌイット群 （シャルナク群） | 2007     | 2007   | スコット・S・シェパードなど                           |
| Zzl      | ♦ S/2019 S 14          |      | 16.3         | ≈ 2                          | ≈ 0.0042       | 17,853,000      | +893.14       | 46.2           | 0.172      | イヌイット群 （シャルナク群） | 2019     | 2023   | Edward Ashton など                                    |
| Zzu      | ‡ S/2020 S 2           |      | 16.9         | ≈ 2                          | ≈ 0.0042       | 17,869,300      | −897.60       | 170.7          | 0.152      | 北欧群                        | 2020     | 2023   | Edward Ashton など                                    |
| XXIX     | ♦ シャルナク           |      | 10.6         | 39.3                         | ≈ 31.8         | 17,880,800      | +895.87       | 48.2           | 0.311      | イヌイット群 （シャルナク群） | 2000     | 2000   | ブレット・J・グラドマンなど                           |
| Zzb      | ‡ S/2019 S 4           |      | 16.5         | ≈ 2                          | ≈ 0.0042       | 17,956,700      | −904.26       | 170.1          | 0.409      | 北欧群                        | 2019     | 2023   | Edward Ashton など                                    |
| Zzv      | ♦ S/2020 S 3           |      | 16.4         | ≈ 2                          | ≈ 0.0042       | 18,054,700      | +907.99       | 46.1           | 0.144      | イヌイット群 （シャルナク群） | 2020     | 2023   | Edward Ashton など                                    |
| N        | ‡ S/2004 S 41          |      | 16.3         | ≈ 2                          | ≈ 0.0042       | 18,054,700      | −914.61       | 165.7          | 0.300      | 北欧群                        | 2004     | 2023   | スコット・S・シェパードなど                           |
| Zzd      | ♦ S/2019 S 6           |      | 16.1         | ≈ 2                          | ≈ 0.0042       | 18,198,700      | +916.70       | 48.1           | 0.084      | イヌイット群 （シャルナク群） | 2019     | 2023   | Edward Ashton など                                    |
| XXI      | ♣ タルボス             |      | 12.9         | ≈ 15                         | ≈ 1.8          | 18,215,100      | +926.37       | 38.6           | 0.528      | ガリア群                      | 2000     | 2000   | ブレット・J・グラドマンなど                           |
| Zzw      | ♣ S/2020 S 4           |      | 17.0         | ≈ 2                          | ≈ 0.0042       | 18,235,500      | +926.92       | 40.1           | 0.495      | ガリア群                      | 2020     | 2023   | Edward Ashton など                                    |
| O        | ‡ S/2004 S 42          |      | 16.1         | ≈ 2                          | ≈ 0.0042       | 18,240,800      | −925.91       | 165.7          | 0.158      | 北欧群                        | 2004     | 2023   | スコット・S・シェパードなど                           |
| XLIV     | ‡ ヒュロッキン         |      | 14.3         | ≈ 8                          | ≈ 0.27         | 18,342,600      | −931.89       | 150.3          | 0.331      | 北欧群                        | 2004     | 2005   | スコット・S・シェパードなど                           |
| LI       | ‡ グレイプ             |      | 15.4         | ≈ 6                          | ≈ 0.11         | 18,380,400      | −936.98       | 173.4          | 0.317      | 北欧群                        | 2006     | 2006   | スコット・S・シェパードなど                           |
| Zzx      | ♦ S/2020 S 5           |      | 16.6         | ≈ 2                          | ≈ 0.0042       | 18,391,300      | +933.88       | 48.2           | 0.220      | イヌイット群 （シャルナク群） | 2020     | 2023   | Edward Ashton など                                    |
| D        | ‡ S/2004 S 13          |      | 16.3         | ≈ 3                          | ≈ 0.014        | 18,453,300      | −942.57       | 169.0          | 0.265      | 北欧群                        | 2004     | 2005   | スコット・S・シェパードなど                           |
| Zt       | ‡ S/2007 S 6           |      | 16.4         | ≈ 2                          | ≈ 0.0042       | 18,544,900      | −949.50       | 166.5          | 0.169      | 北欧群                        | 2007     | 2023   | スコット・S・シェパードなど                           |
| XXV      | ‡ ムンディルファリ     |      | 14.5         | ≈ 7                          | ≈ 0.18         | 18,590,300      | −952.95       | 168.4          | 0.210      | 北欧群                        | 2000     | 2000   | ブレット・J・グラドマンなど                           |
| Zc       | ‡ S/2006 S 1           |      | 15.6         | ≈ 5                          | ≈ 0.065        | 18,745,000      | −964.14       | 156.0          | 0.105      | 北欧群                        | 2006     | 2006   | スコット・S・シェパードなど                           |
| P        | ‡ S/2004 S 43          |      | 16.3         | ≈ 2                          | ≈ 0.0042       | 18,935,000      | −980.08       | 171.1          | 0.432      | 北欧群                        | 2004     | 2023   | スコット・S・シェパードなど                           |
| Zf       | ‡ S/2006 S 10          |      | 16.4         | ≈ 2                          | ≈ 0.0042       | 18,979,900      | −983.14       | 161.6          | 0.151      | 北欧群                        | 2006     | 2023   | スコット・S・シェパードなど                           |
| Zzc      | ‡ S/2019 S 5           |      | 16.6         | ≈ 2                          | ≈ 0.0042       | 19,076,900      | −990.38       | 158.8          | 0.215      | 北欧群                        | 2019     | 2023   | Edward Ashton など                                    |
| LIV      | ‡ Gridr                |      | 15.7         | ≈ 4                          | ≈ 0.034        | 19,250,700      | −1004.75      | 163.9          | 0.187      | 北欧群                        | 2004     | 2019   | スコット・S・シェパードなど                           |
| XXXVIII  | ‡ ベルゲルミル         |      | 15.2         | ≈ 6                          | ≈ 0.11         | 19,269,100      | −1005.58      | 158.7          | 0.144      | 北欧群                        | 2004     | 2005   | スコット・S・シェパードなど                           |
| L        | ‡ヤルンサクサ          |      | 15.6         | ≈ 6                          | ≈ 0.11         | 19,279,700      | −1006.92      | 163.0          | 0.219      | 北欧群                        | 2006     | 2006   | スコット・S・シェパードなど                           |
| XXXI     | ‡ ナルビ               |      | 14.5         | ≈ 7                          | ≈ 0.18         | 19,286,500      | −1003.84      | 143.7          | 0.449      | 北欧群                        | 2003     | 2003   | スコット・S・シェパードなど                           |
| XXIII    | ‡スットゥングル        |      | 14.6         | ≈ 7                          | ≈ 0.18         | 19,391,700      | −1016.71      | 175.0          | 0.116      | 北欧群                        | 2000     | 2000   | ブレット・J・グラドマンなど                           |
| Zr       | ‡ S/2007 S 3           |      | 15.7         | ≈ 5                          | ≈ 0.065        | 19,513,700      | −1026.35      | 175.6          | 0.162      | 北欧群                        | 2007     | 2007   | スコット・S・シェパードなど                           |
| Q        | ‡S/2004 S 44           |      | 15.8         | ≈ 3                          | ≈ 0.034        | 19,515,400      | −1026.16      | 167.7          | 0.129      | 北欧群                        | 2004     | 2023   | スコット・S・シェパードなど                           |
| Zh       | § S/2006 S 12          |      | 16.2         | ≈ 2                          | ≈ 0.0042       | 19,569,800      | +1035.05      | 38.6           | 0.542      | ガリア群?                     | 2006     | 2023   | スコット・S・シェパードなど                           |
| R        | ‡ S/2004 S 45          |      | 16.0         | ≈ 3                          | ≈ 0.014        | 19,693,600      | −1038.70      | 154.0          | 0.551      | 北欧群                        | 2004     | 2023   | スコット・S・シェパードなど                           |
| XLIII    | ‡ ハティ               |      | 15.4         | ≈ 6                          | ≈ 0.11         | 19,697,100      | −1040.29      | 164.1          | 0.375      | 北欧群                        | 2004     | 2005   | スコット・S・シェパードなど                           |
| E        | ‡ S/2004 S 17          |      | 16.0         | ≈ 3                          | ≈ 0.014        | 19,699,300      | −1040.86      | 167.9          | 0.162      | 北欧群                        | 2004     | 2005   | スコット・S・シェパードなど                           |
| Zg       | ‡S/2006 S 11           |      | 16.5         | ≈ 2                          | ≈ 0.0042       | 19,711,900      | −1042.28      | 174.1          | 0.144      | 北欧群                        | 2004     | 2023   | スコット・S・シェパードなど                           |
| C        | ‡ S/2004 S 12          |      | 15.9         | ≈ 4                          | ≈ 0.034        | 19,801,200      | −1048.57      | 163.0          | 0.325      | 北欧群                        | 2004     | 2005   | スコット・S・シェパードなど                           |
| LIX      | ‡ Eggther              |      | 15.4         | ≈ 4                          | ≈ 0.034        | 19,844,700      | −1052.33      | 165.0          | 0.157      | 北欧群                        | 2004     | 2019   | スコット・S・シェパードなど                           |
| Zi       | ‡ S/2006 S 13          |      | 16.1         | ≈ 2                          | ≈ 0.0042       | 19,953,800      | −1060.63      | 162.0          | 0.313      | 北欧群                        | 2006     | 2023   | スコット・S・シェパードなど                           |
| Zw       | ‡ S/2007 S 9           |      | 16.1         | ≈ 2                          | ≈ 0.0042       | 20,174,600      | −1078.07      | 159.3          | 0.360      | 北欧群                        | 2007     | 2023   | スコット・S・シェパードなど                           |
| Zze      | ‡ S/2019 S 7           |      | 16.3         | ≈ 2                          | ≈ 0.0042       | 20,181,300      | −1080.29      | 174.2          | 0.232      | 北欧群                        | 2019     | 2023   | Edward Ashton など                                    |
| Zzf      | ‡ S/2019 S 8           |      | 16.3         | ≈ 2                          | ≈ 0.0042       | 20,284,400      | −1088.68      | 172.8          | 0.311      | 北欧群                        | 2019     | 2023   | Edward Ashton など                                    |
| XL       | ‡ ファールバウティ     |      | 15.8         | ≈ 5                          | ≈ 0.065        | 20,292,500      | −1087.29      | 157.7          | 0.248      | 北欧群                        | 2004     | 2005   | スコット・S・シェパードなど                           |
| XXX      | ‡ スリュムル           |      | 14.3         | ≈ 7                          | ≈ 0.18         | 20,326,500      | −1091.84      | 174.8          | 0.467      | 北欧群                        | 2000     | 2000   | ブレット・J・グラドマンなど                           |
| XXXIX    | ‡ ベストラ             |      | 14.6         | ≈ 7                          | ≈ 0.18         | 20,337,900      | −1087.46      | 136.3          | 0.461      | 北欧群                        | 2004     | 2005   | スコット・S・シェパードなど                           |
| Zzg      | ‡ S/2019 S 9           |      | 16.3         | ≈ 2                          | ≈ 0.0042       | 20,359,000      | −1093.11      | 159.5          | 0.433      | 北欧群                        | 2019     | 2023   | Edward Ashton など                                    |
| S        | ‡ S/2004 S 46          |      | 16.4         | ≈ 2                          | ≈ 0.0042       | 20,513,000      | −1107.58      | 177.2          | 0.249      | 北欧群                        | 2004     | 2023   | スコット・S・シェパードなど                           |
| LV       | ‡ Angrboda             |      | 16.1         | ≈ 3                          | ≈ 0.014        | 20,591,000      | −1114.05      | 177.4          | 0.216      | 北欧群                        | 2004     | 2019   | スコット・S・シェパードなど                           |
| Zzi      | ‡ S/2019 S 11          |      | 16.2         | ≈ 2                          | ≈ 0.0042       | 20,663,700      | −1115.00      | 144.6          | 0.513      | 北欧群                        | 2019     | 2023   | Edward Ashton など                                    |
| XXXVI    | ‡ エーギル             |      | 15.5         | ≈ 6                          | ≈ 0.11         | 20,664,600      | −1119.33      | 166.9          | 0.255      | 北欧群                        | 2004     | 2005   | スコット・S・シェパードなど                           |
| LXI      | ‡ Beli                 |      | 16.1         | ≈ 3                          | ≈ 0.014        | 20,703,800      | −1121.76      | 158.9          | 0.087      | 北欧群                        | 2004     | 2019   | スコット・S・シェパードなど                           |
| Zzh      | ‡ S/2019 S 10          |      | 16.7         | ≈ 2                          | ≈ 0.0042       | 20,713,400      | −1123.04      | 163.9          | 0.249      | 北欧群                        | 2019     | 2023   | Edward Ashton など                                    |
| Zzj      | ‡ S/2019 S 12          |      | 16.3         | ≈ 2                          | ≈ 0.0042       | 20,904,500      | −1138.85      | 167.1          | 0.476      | 北欧群                        | 2019     | 2023   | Edward Ashton など                                    |
| LVII     | ‡ Gerd                 |      | 15.7         | ≈ 3                          | ≈ 0.014        | 20,947,500      | −1142.97      | 174.4          | 0.517      | 北欧群                        | 2004     | 2019   | スコット・S・シェパードなど                           |
| Zzk      | ‡ S/2019 S 13          |      | 16.7         | ≈ 2                          | ≈ 0.0042       | 20,965,800      | −1144.92      | 177.3          | 0.318      | 北欧群                        | 2019     | 2023   | Edward Ashton など                                    |
| Zj       | ‡ S/2006 S 14          |      | 16.5         | ≈ 2                          | ≈ 0.0042       | 21,062,100      | −1152.68      | 166.7          | 0.060      | 北欧群                        | 2006     | 2023   | スコット・S・シェパードなど                           |
| LXII     | ‡ Gunnlod              |      | 15.5         | ≈ 4                          | ≈ 0.034        | 21,141,900      | −1157.98      | 160.4          | 0.251      | 北欧群                        | 2004     | 2019   | スコット・S・シェパードなど                           |
| Zzm      | ‡ S/2019 S 15          |      | 16.6         | ≈ 2                          | ≈ 0.0042       | 21,189,700      | −1161.54      | 157.7          | 0.257      | 北欧群                        | 2019     | 2023   | Edward Ashton など                                    |
| Zzy      | ‡ S/2020 S 6           |      | 16.6         | ≈ 2                          | ≈ 0.0042       | 21,265,300      | −1168.86      | 166.9          | 0.481      | 北欧群                        | 2020     | 2023   | Edward Ashton など                                    |
| B        | ‡ S/2004 S 7           |      | 15.6         | ≈ 5                          | ≈ 0.065        | 21,328,200      | −1173.93      | 164.9          | 0.511      | 北欧群                        | 2004     | 2005   | スコット・S・シェパードなど                           |
| Zd       | ‡ S/2006 S 3           |      | 15.5         | ≈ 5                          | ≈ 0.065        | 21,353,000      | −1174.76      | 156.1          | 0.432      | 北欧群                        | 2006     | 2006   | スコット・S・シェパードなど                           |
| Zb       | ‡ S/2005 S 5           |      | 16.4         | ≈ 2                          | ≈ 0.042        | 21,366,200      | −1177.82      | 169.5          | 0.588      | 北欧群                        | 2005     | 2023   | スコット・S・シェパードなど                           |
| LVI      | ‡ Skrymir              |      | 15.6         | ≈ 4                          | ≈ 0.034        | 21,448,000      | −1185.15      | 175.6          | 0.437      | 北欧群                        | 2004     | 2019   | スコット・S・シェパードなど                           |
| Zl       | ‡ S/2006 S 16          |      | 16.5         | ≈ 2                          | ≈ 0.0042       | 21,720,700      | −1207.52      | 164.1          | 0.204      | 北欧群                        | 2006     | 2023   | スコット・S・シェパードなど                           |
| Zk       | ‡ S/2006 S 15          |      | 16.2         | ≈ 2                          | ≈ 0.0042       | 21,799,400      | −1213.96      | 161.1          | 0.117      | 北欧群                        | 2006     | 2023   | スコット・S・シェパードなど                           |
| H        | ‡ S/2004 S 28          |      | 15.8         | ≈ 4                          | ≈ 0.034        | 21,865,900      | −1220.68      | 167.9          | 0.159      | 北欧群                        | 2004     | 2019   | スコット・S・シェパードなど                           |
| Zzza     | ‡ S/2020 S 8           |      | 16.4         | ≈ 2                          | ≈ 0.0042       | 21,966,700      | −1228.12      | 161.8          | 0.252      | 北欧群                        | 2020     | 2023   | Edward Ashton など                                    |
| LXV      | ‡ Alvaldi              |      | 15.5         | ≈ 4                          | ≈ 0.034        | 21,995,600      | −1232.19      | 177.4          | 0.238      | 北欧群                        | 2004     | 2019   | スコット・S・シェパードなど                           |
| XLV      | ‡ カーリ               |      | 14.5         | ≈ 7                          | ≈ 0.18         | 22,029,700      | −1231.01      | 153.0          | 0.482      | 北欧群                        | 2006     | 2006   | スコット・S・シェパードなど                           |
| U        | ‡ S/2004 S 48          |      | 16.0         | ≈ 3                          | ≈ 0.014        | 22,136,700      | −1242.40      | 161.9          | 0.374      | 北欧群                        | 2004     | 2023   | スコット・S・シェパードなど                           |
| LXVI     | ‡ Geirrod              |      | 15.8         | ≈ 4                          | ≈ 0.034        | 22,259,500      | −1251.14      | 154.4          | 0.539      | 北欧群                        | 2004     | 2019   | スコット・S・シェパードなど                           |
| XLI      | ‡ フェンリル           |      | 15.9         | ≈ 4                          | ≈ 0.034        | 22,331,800      | −1260.25      | 164.3          | 0.136      | 北欧群                        | 2004     | 2005   | スコット・S・シェパードなど                           |
| W        | ‡ S/2004 S 50          |      | 16.4         | ≈ 2                          | ≈ 0.0042       | 22,346,000      | −1260.44      | 164.0          | 0.450      | 北欧群                        | 2004     | 2023   | スコット・S・シェパードなど                           |
| Zm       | ‡ S/2006 S 17          |      | 16.0         | ≈ 3                          | ≈ 0.014        | 22,384,900      | −1264.58      | 168.7          | 0.425      | 北欧群                        | 2006     | 2023   | スコット・S・シェパードなど                           |
| V        | ‡ S/2004 S 49          |      | 16.0         | ≈ 2                          | ≈ 0.0042       | 22,399,700      | −1264.25      | 159.7          | 0.453      | 北欧群                        | 2004     | 2023   | スコット・S・シェパードなど                           |
| Zzo      | ‡ S/2019 S 17          |      | 15.9         | ≈ 3                          | ≈ 0.014        | 22,724,100      | −1291.39      | 155.5          | 0.546      | 北欧群                        | 2019     | 2023   | Edward Ashton など                                    |
| XLVIII   | ‡ スルト               |      | 15.8         | ≈ 6                          | ≈ 0.11         | 22,753,800      | −1296.49      | 168.3          | 0.449      | 北欧群                        | 2006     | 2006   | スコット・S・シェパードなど                           |
| Zn       | ‡ S/2006 S 18          |      | 16.1         | ≈ 3                          | ≈ 0.014        | 22,760,700      | −1298.40      | 169.5          | 0.131      | 北欧群                        | 2006     | 2023   | スコット・S・シェパードなど                           |
| XLVI     | ‡ ロゲ                 |      | 15.3         | ≈ 6                          | ≈ 0.11         | 22,918,300      | −1311.83      | 166.9          | 0.192      | 北欧群                        | 2006     | 2006   | スコット・S・シェパードなど                           |
| XIX      | ‡ ユミル               |      | 12.3         | ≈ 18                         | ≈ 3.1          | 22,957,100      | −1315.16      | 173.1          | 0.337      | 北欧群                        | 2000     | 2000   | ブレット・J・グラドマンなど                           |
| Zzq      | ‡ S/2019 S 19          |      | 16.5         | ≈ 3                          | ≈ 0.014        | 23,047,200      | −1318.05      | 151.8          | 0.458      | 北欧群                        | 2019     | 2023   | Edward Ashton など                                    |
| F        | ‡ S/2004 S 21          |      | 16.3         | ≈ 3                          | ≈ 0.014        | 23,123,500      | −1325.43      | 153.2          | 0.394      | 北欧群                        | 2004     | 2019   | スコット・S・シェパードなど                           |
| Zzp      | ‡ S/2019 S 18          |      | 16.6         | ≈ 2                          | ≈ 0.0042       | 23,140,700      | −1327.06      | 154.6          | 0.509      | 北欧群                        | 2019     | 2023   | Edward Ashton など                                    |
| L        | ‡ S/2004 S 39          |      | 16.3         | ≈ 2                          | ≈ 0.0042       | 23,195,400      | −1336.17      | 165.9          | 0.101      | 北欧群                        | 2004     | 2019   | スコット・S・シェパードなど                           |
| Zzn      | ‡ S/2019 S 16          |      | 16.7         | ≈ 2                          | ≈ 0.0042       | 23,266,700      | −1341.17      | 162.0          | 0.250      | 北欧群                        | 2019     | 2023   | Edward Ashton など                                    |
| Z        | ‡ S/2004 S 53          |      | 16.2         | ≈ 2                          | ≈ 0.0042       | 23,279,800      | −1342.44      | 162.6          | 0.240      | 北欧群                        | 2004     | 2023   | スコット・S・シェパードなど                           |
| G        | § S/2004 S 24          |      | 16.0         | ≈ 3                          | ≈ 0.014        | 23,338,900      | +1341.33      | 37.4           | 0.071      | ガリア群?                     | 2004     | 2019   | スコット・S・シェパードなど                           |
| J        | ‡ S/2004 S 36          |      | 16.1         | ≈ 3                          | ≈ 0.014        | 23,430,300      | −1352.93      | 153.3          | 0.625      | 北欧群                        | 2004     | 2019   | スコット・S・シェパードなど                           |
| LXIII    | ‡ Thiazzi              |      | 15.9         | ≈ 4                          | ≈ 0.034        | 23,577,500      | −1366.68      | 158.8          | 0.511      | 北欧群                        | 2004     | 2019   | スコット・S・シェパードなど                           |
| Zzr      | ‡ S/2019 S 20          |      | 16.7         | ≈ 2                          | ≈ 0.0042       | 23,678,600      | −1375.45      | 156.1          | 0.354      | 北欧群                        | 2019     | 2023   | Edward Ashton など                                    |
| Zo       | ‡ S/2006 S 19          |      | 16.1         | ≈ 2                          | ≈ 0.0042       | 23,801,100      | −1389.33      | 175.5          | 0.467      | 北欧群                        | 2006     | 2023   | スコット・S・シェパードなど                           |
| LXIV     | ‡ S/2004 S 34          |      | 16.1         | ≈ 3                          | ≈ 0.014        | 24,145,500      | −1420.77      | 168.3          | 0.279      | 北欧群                        | 2004     | 2019   | スコット・S・シェパードなど                           |
| XLII     | ‡ フォルニョート       |      | 15.1         | ≈ 6                          | ≈ 0.11         | 24,937,300      | −1494.03      | 169.5          | 0.214      | 北欧群                        | 2004     | 2005   | スコット・S・シェパードなど                           |
| X        | ‡ S/2004 S 51          |      | 16.1         | ≈ 3                          | ≈ 0.014        | 25,208,200      | −1519.43      | 171.2          | 0.201      | 北欧群                        | 2004     | 2023   | スコット・S・シェパードなど                           |
| Zzzc     | ‡ S/2020 S 10          |      | 16.9         | ≈ 2                          | ≈ 0.0042       | 25,314,800      | −1527.22      | 165.6          | 0.295      | 北欧群                        | 2020     | 2023   | Edward Ashton など                                    |
| Zzzb     | ‡ S/2020 S 9           |      | 16.0         | ≈ 2                          | ≈ 0.0042       | 25,434,100      | −1534.97      | 161.4          | 0.531      | 北欧群                        | 2020     | 2023   | Edward Ashton など                                    |
| LVIII    | ‡ S/2004 S 26          |      | 15.7         | ≈ 4                          | ≈ 0.034        | 26,097,100      | −1603.95      | 172.9          | 0.148      | 北欧群                        | 2004     | 2019   | スコット・S・シェパードなど                           |
| Zzs      | ‡ S/2019 S 21          |      | 16.2         | ≈ 2                          | ≈ 0.0042       | 26,439,000      | −1636.32      | 171.9          | 0.155      | 北欧群                        | 2019     | 2023   | Edward Ashton など                                    |
| Y        | ‡ S/2004 S 52          |      | 16.5         | ≈ 2                          | ≈ 0.0042       | 26,448,100      | −1633.98      | 165.3          | 0.292      | 北欧群                        | 2004     | 2023   | スコット・S・シェパードなど                           |

### 未確認の衛星
以下に掲載されているこれらのF環内にある衛星（いずれも探査機カッシーニによって観測されたもの）は明確な固体の天体として確認されていないものである。これらが本物の衛星なのか、それともF環内に存在する一時的に物質が集まって形成された単なる粒子塊 (clump) なのかは明らかになっておらず、また、これらの天体が同一である可能性も残されている。
| 名称              | 画像 | 直径 (km) | 軌道長半径 (km) | 公転周期 (日) | 位置    | 発見年 | 現状 |
| ----------------- | ---- | --------- | --------------- | ------------- | ------- | ------ | --- |
| S/2004 S 3 と S 4 |      | ≈ 3–5     | ≈ 140,300       | ≈ +0.619      | F環周辺 | 2004   | 2004年11月に行われた周辺の画像調査ではその姿は確認されず、一時的に粒子塊として集まった後に消失した可能性がある |
| S/2004 S 6        |      | ≈ 3–5     | ≈ 140,130       | +0.61801      | F環周辺 | 2004   | 2005年までは明確に確認され、中心部に微細な塵に覆われた非常に小さな核が存在している可能性がある                 |

### 存在しなかった衛星
現在知られている衛星の他に、2個の衛星が別々の天文学者によって発見されたと過去に主張されたことがあるが、いずれも再び観測されることはなかった。両者は共にタイタンとヒペリオンの間の軌道を公転しているとされている。
- キロン（英語: Chiron）は、1861年にヘルマン・ゴルトシュミットによって発見が主張されたが、その他の人物による観測では発見されなかった[105]。
- テミス（英語: Themis）は、フェーベを発見したウィリアム・ヘンリー・ピッカリングによって1905年に発見が主張されたが、その後、再度観測されることはなかった。にもかかわらず、1950年代から1960年代にかけては多くの年鑑や天文学の書籍にテミスが土星の衛星として掲載されていた[105]。ピッカリングの計算では、テミスは土星からの平均距離が146万 km で、離心率が 0.23 の楕円軌道で土星を公転しているとされた[105]。

### 仮説上の衛星
2022年、マサチューセッツ工科大学の科学者らは、カッシーニによって得られた観測データを用いて、かつて土星には現在は存在していない衛星が存在していたという仮説を提唱し、この仮説上の衛星をクリサリス（英語: Chrysalis）と呼称した。クリサリスはタイタンとイアペトゥスの間を公転していたが、その軌道が徐々に楕円形になっていったことで最終的に土星からの潮汐力で破壊され、その質量の 99％ が土星に吸収されて、残りの 1％ が現在の土星の環を形成したとこの仮説では考えられている。

### 一時的な衛星
木星と同様に、小惑星や彗星が土星に接近することは滅多に無く、ましてや土星の周回軌道上に捕らえられることはさらに稀である。2020年に発見されたレナード彗星 (P/2020 F1) は、1936年5月8日に土星から 978,000 ± 65,000 km にまで接近したと計算されており、これはタイタンの軌道よりも土星に近く、このときの彗星の軌道の離心率は 1.098 ± 0.007 であった。この以前にレナード彗星 (P/2020 F1) は一時的な衛星として土星の周りを公転していた可能性があるが、重力ではない力をモデル化するのは難しいため、それが本当に土星の一時的な衛星となっていたのかどうかは不確かである。
他の彗星や小惑星も、ある時点で一時的に土星の周りを公転する衛星となった可能性があるが、現時点ではそのような天体は知られていない。

## 形成
土星の周りにあるタイタン、それに次ぐ大きさを持つ複数の中型衛星、そして環からなる構造は、木星のガリレオ衛星に近い構成から発展したと考えられているが、詳細は分かっていない。 タイタンと同程度の大きさを持っていた別の衛星が分裂して環と内側を公転する中型衛星が形成されたか、または2つの大きな衛星が衝突して合体されたことでタイタンを形成し、その衝突によって飛散した氷の破片が集まって中型衛星が形成されたという説が提案されている。土星などとの潮汐力によって発生しているエンケラドゥスの地質活動と、テティス、ディオネ、レアの軌道にかつて大規模な軌道共鳴の状態にあったという痕跡がみられず、形成されたときから軌道が大きく変化していない可能性に基づいた研究では、タイタンより内側の衛星は形成されてからわずか1億年しか経っていない可能性が示唆されている。